# 몬트리올 지하철
몬트리올 지하철(프랑스어: Métro de Montréal, 영어: Montreal Metro)은 캐나다 퀘벡주의 몬트리올섬과 라발, 롱괴유에 운행하는 도시 철도 체계이다. 고무 바퀴 열차가 전구간 지하로 운행하며 몬트리올 도시권 산하 기관인 몬트리올 교통공사가 운행한다.
1966년 10월 14일에 장 드라포 시장이 건축 양식과 전동차에 있어서 파리 지하철에 영감을 받아 지어졌으며 첫 개통 당시 3개 노선 26개 역으로 시작한 몬트리올 지하철은 2019년 기준 4개 노선 68개 역으로 확장하였으며, 총연장은 71km이다. 세인트로렌스강을 하저터널로 건너 롱괴유에 지하철역이 하나 있고 가장 최근인 2007년에 연장된 라발에는 3개의 역이 있다.
몬트리올 지하철은 캐나다에서 가장 많이 이용하는 도시 철도로, 2023년 4/4분기 기준 평일에 하루 평균 104만 6,300여 명의 승객이 이용한다. STM에 따르면 2018년에는 총 탑승 횟수가 100억 회를 경신했으며, 인구 대비 대중교통 이용률은 북미에서 멕시코시티와 뉴욕 다음으로 가장 높다.

## 역사
몬트리올 지하철 공사는 1962년 5월에 시작하였지만 지하철을 짓고자 하는 계획은 그보다 훨씬 전에 이루어졌다.

### 공사 이전
20세기 초반, 캐나다 최대 도시였던 몬트리올은 급속 성장세를 보였다. 1890년과 1910년 사이에 인구 수는 세 배 가까이 증가하였고 19세기 말까지만 해도 구항구와 구도심을 중심으로 이루어지던 도시는 북쪽과 동쪽의 새로운 지역으로 팽창하기 시작하였다. 이 지역에 살던 주민들은 도심으로 출퇴근하였으며 교통 정체로 느릿하기만 한 노면 전차는 만원 상태였다. 이 문제는 미국과 유럽의 주요 도시에서는 노면 전차를 지하화하는 형식으로 해결하였는데, 이와 동시에 몬트리올에 지하철 건설을 추진하기 위해 연방정부는 1902년에 몬트리올 지하철회사 (Montreal Subway Company)를 설립하였다.

#### 지하 노면 전차 계획
1910년부터 몬트리올의 여러 사기업들이 지하철 건설에 관심을 보여 너도나도 뛰어들기 시작하였다. 몬트리올 노면 철도회사 (Montreal Street Rail Company), 몬트리올 센트럴 터미널사 (Montreal Central Terminal Company), 몬트리올 지하철사 (Montreal Underground), 고가철도회사 (Elevated Railway Company) 등 네 개 기업이 지하철 건설을 맡겠다고 시 측에 제안하였다. 1912년, 불어권 캐나다인 금융조합 (Comptoir Financier Franco-Canadien), 몬트리올 터널 회사 (Montreal Tunnel Company)가 몬트리올 도심에서 하저 터널로 섬 남쪽 지역까지 연결할 계획을 발표했으나 다른 철도회사의 반발을 샀다. 1913년, 몬트리올 트램 회사 (Montreal Tram Company)가 시 대중교통 주요 업체로 거듭나였고, 주정부의 인가를 받게 되었다. 몬트리올 트램 회사는 앞으로 4년에 걸쳐서 지하철을 지을 기회가 주어졌는데 시의원들의 공사 비용 조달에 대한 망설임으로 지하철을 지을 첫 기회는 물거품이 되었다.

#### 지하철 계획
이후, 제1차 세계 대전 당시 지하철 건설에 대한 관심이 재기되었지만 이후 경기 침체로 공사비를 감당할 수 없게 되었다. 지하철 건설 여부는 당시 신문에 여러 차례 거론되었고 1920년에는 재정 건전성이 회복되면서 몬트리올 트램 회사의 공사 계획이 점차 수면에 오르기 시작하였다. 퀘벡 주지사는 이 당시 지하철 건설에 찬성하였지만 20년대 말에 대공황이 밀어닥치면서 몬트리올은 빚더미에 올랐고 노면 전차 배차 또한 줄어들게 되어 지하철 건설 계획도 무산되고 이후 1939년에 카밀리앙 우드 시장 당시에도 무산되었다.
지하철 건설 계획이 다시 수면에 오르게 된 시점은 제2차 세계 대전 즈음이었다. 전시 상황에 승객 수가 늘어나면서 1944년에 몬트리올 트램 회사는 지하철 노선 구상에 다시 들어갔지만 여전히 결실을 맺지 못하였다. 1951년, 시 당국은 몬트리올 트램 회사가 운행하는 노면 전차를 버스로 대체할 공기업인 몬트리올 교통위원회 (Commission de transport de Montréal, CTM)를 발족하고 1953년에 생드니, 생자크, 생트카트린느가를 따라 12.5km 연선의 첫 노선을 구상하였다. 토론토가 1954년에 지하철을 개통하는 도중에 몬트리올 시의원들은 여전히 소극적으로 대응하였고 터널 건설의 첫 삽은 아직까지 요망하기만 하였다. 장 드라포 시장과 같이 자가용 위주의 교통 정책을 선호했던 정치인들은 대중교통은 과거의 산물로 여겼다.
1959년 11월, 사기업인 광역 확장 회사 (Société d'expansion métropolitaine)가 고무차륜 턴키 방식의 지하철을 짓겠다고 제안하였지만 CTM은 이를 거절하고 독자적인 지하철 노선을 짓고자 하였다. 하지만 이 또한 장 드라포 시장이 재선 되고 드라포 시장의 오른팔 루시앙 솔니에가 정치권에 입성하면서 상황이 달라졌다. 1960년대에 들어서서 베이비붐 세대와 맞물려 퀘벡은 조용한 혁명을 거치고 있었다. 1960년 8월 1일, 시 당국은 이 계획안에 대한 본격적인 검토에 들어갔고 1961년 11월 3일, 몬트리올 시의회는 1억 3,200만 달러 (2024년 기준 14억 달러)를 투입해 16km의 지하철을 짓기로 표결하였다.

### 공사 (1962-1967)
1961년 계획안은 기존의 여러 구상안을 토대로 최종 결정되었고 몬트리올 도심에서 인구수가 가장 많은 지역으로 실어 나르는 세 개의 노선을 구상하였다. 주 노선, 또는 1호선 (녹색 선)은 몬트리올 시내에서 가장 큰 번화가인 생트카트린느와 셰르브루크가 사이에 있는 드메종뇌브가를 따라간다. 영어권 서쪽의 앳워터역에서 시작하여 불어권 동쪽의 프롱트낙역까지 이어진다. 2호선 (오렌지 선)은 몬트리올 북쪽의 크레마지역에서 생드니가 인근의 주거 지역을 따라 남쪽으로 내려와 금융가가 위치해 있는 플라스다름역에 종착한다.

#### 두 노선
두 노선의 공사는 1962년 5월 23일에 몬트리올시 공공사업부 소장이자 "몬트리올 지하철의 아버지"로 불리는 루시앙 랄리에의 지휘 하에 이루어졌다. 1963년 6월 11일, 터널 공사 비용이 예상보다 적게 든 관계로 2호선은 북부와 남부 종점을 각각 앙리 부라사와 보나방튀르역으로 연장하였다. 공사는 작업이 한창일 때에는 5천 명이 넘는 인부가 투입되었으며 12명이 사망하였다. 두 노선은 1966년 10월 14일에 완공되었고 상업 운행은 1966년 10월과 1967년 4월 사이에 역이 준비가 되는대로 점차적으로 운행을 시작하였다.

#### 취소된 계획

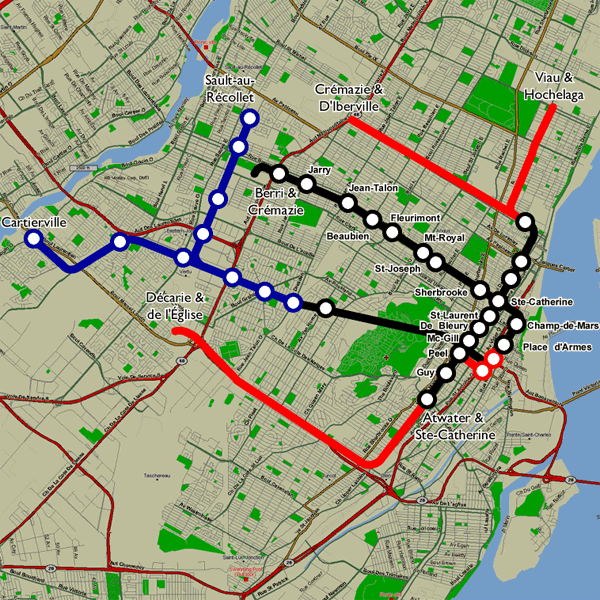
3호선 계획이 포함되어 있는 1961년 계획안

3호선 또한 계획이 되어있었다. 이는 몬트리올 도심에서 출발하여 몽루아얄을 관통하는 캐나다 내셔널 철도 (CN)의 터널을 따라 몬트리올 북서쪽의 카르티에빌까지 이어질 예정이었다. 두 노선과는 달리 이 노선은 지상으로 운행해야 했다. 이 노선의 운행을 위해 CN과 해당 선로가 지나는 지자체와 논의가 이루어졌으나 이 계획은 무산되었다. 한편, 몬트리올은 1962년 11월에 1967년 세계박람회 개최지역으로 선정되었는데, 이를 두고 시 당국은 20세기 초 구상과 비슷했던 몬트리올과 섬 남쪽을 잇는 4호선 노란색 선을 우선 개통하는데 박차를 가하기로 하였다.
3호선은 이에 따라 지어지지 않았고 그 번호 또한 사용되지 않았다. 몽루아얄 터널을 따라 달리는 철도는 1990년대에 전면 보수 작업이 이루어진 두몽타뉴선 통근열차가 운행하고 있으며 이후 무인 경전철 체계인 몬트리올 광역급행철도 (Réseau express métropolitain)가 운행할 예정이다. 이에 따라 나중에 개통한 파란색 선은 5호선이 되었다.

#### 몬트리올 세계박람회
몬트리올 시 당국은 세인트로렌스강을 건너 섬 남쪽에 다다를 지하철 노선을 두고 어느 지자체에 지하철을 짓는 게 좋을지 물어보았으며 이에 따라 롱괴유가 지하철 종점을 따냈다. 이에 따라 4호선 노란색 선은 베리 드몽티니역을 지나 세인트로렌스강 하저터널을 따라 롱괴유까지 이어지게 되었다. 중간에는 오슐라가군도에 지어질 엑스포장에 갈 수 있는 지하철역을 세우기로 하였고 생텔렌섬은 엑스포를 위해 지하철 공사 도중에 섬을 메워 다른 섬과 통합 및 확장하였다. 근처에 있는 노트르담섬은 같은 이유로 인공섬으로 지어졌다. 4호선은 1967년 4월 1일에 엑스포 개막에 맞춰 완공되었다.
몬트리올 지하철망은 1967년 4월 28일에 노란색 선이 운행을 시작하면서 본격적으로 그 모습을 갖추었다. 몬트리올, 롱괴유, 웨스트마운트는 총 공사비용 2억 1,370만 달러를 분담하였으며 이에 따라 몬트리올은 북아메리카에서 7번째로 지하철을 개통한 도시가 되었다. 몬트리올은 지하철 확장에 대한 희망이 부풀었고 시는 《오리종 2000》 (Horizon 2000) 계획안을 발표하여 2000년까지 160km에 달하는 지하철 노선을 개통할 거라 예상하였다.

### 연장 (1971-1988)

1966년부터 2007년까지의 지하철 연장 변천사

1970년, 몬트리올 섬의 모든 지자체를 하나의 도시공동체로 재개편하고 몬트리올시가 가장 큰 비중을 차지하는 통합 몬트리올 도시공동체 (Communauté urbaine de Montréal, CUM)가 발족하였다. 도시공동체는 광역권 차원에서 해결이 필요한 정부 업무를 수행하고자 만들어졌는데 이 중 하나는 대중교통이었다. 이에 따라 몬트리올 도시공동체의 대중교통 운영기관인 몬트리올 도시공동체 교통위원회 (Commission de transport de la CUM, CTCUM)를 창설하여 앞으로의 지하철 연장 사업을 전두 지휘하게 되었다. CTCUM은 기존의 몬트리올 섬에 있던 모든 대중교통 기관을 하나로 합치고 1985년에는 몬트리올 도시공동체 교통공사 (Société de transport de la communauté urbaine de Montréal, STCUM), 2002년에는 몬트리올 교통공사 (Société de transport de Montréal, STM)으로 그 이름을 변경하였다.

#### 몬트리올 올림픽
지하철 수요가 꾸준히 늘어나면서 인구수가 많은 다른 지역으로 지하철을 연장하고자 하는 움직임이 본격화되었다. 1970년 5월에 몬트리올이 1976년 하계 올림픽 개최를 따내면서 1호선과 2호선 연장 및 새로운 동서축 노선인 5호선 파란색 선을 짓기 위해 4억 3천만 달러의 채권을 발행하는 방안을 도시공동체 정부가 승인하였다. 퀘벡 주정부는 이와 동시에 공사비의 60%를 지원하겠다고 밝혔다.
지하철 연장 공사는 1971년 10월 14일에 1호선 녹색 선을 올림픽 경기장이 지어질 피뇌프와 25번 고속도로 (오노레 보그랑역)까지 연장하여 교외 승객들의 지하철로 환승할 수 있도록 하였다. 지하철 연장과 동시에 시는 신형 전동차 구매와 기존 역 확장은 물론 신호 체계도 반자동 신호기로 변경하는 등 기존 지하철에도 적극 투자하였다. 첫 번째 연장 구간은 올림픽 개막 직전인 1976년 6월에 개통하였고, 1호선은 남서쪽의 베르됭과 라살까지 연장하여 앙그리뇽 공원까지 연장하였다. 이 남서부 연장 구간은 1978년 9월에 개통하였다.

#### 모라토리엄

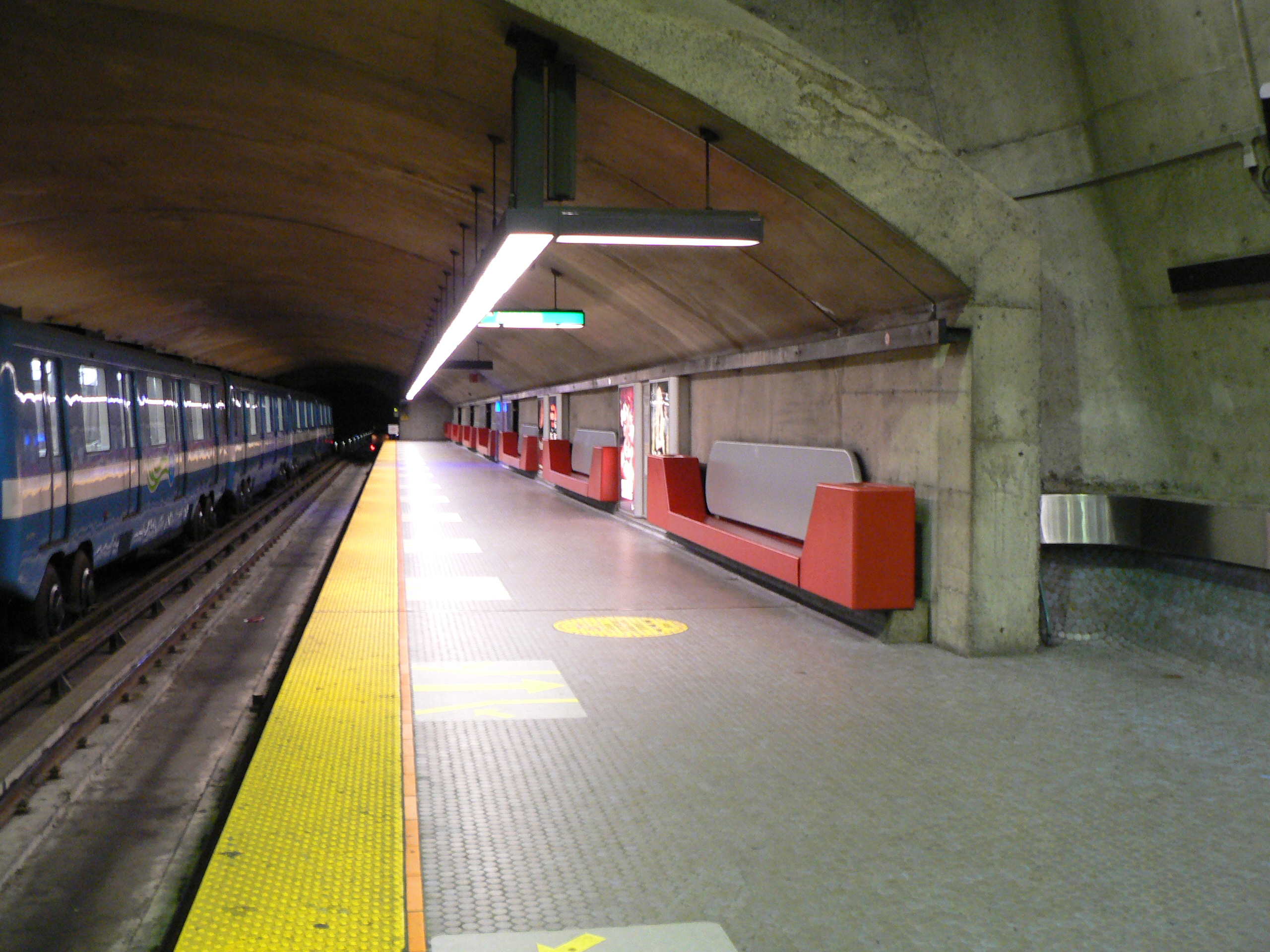
녹색 선의 라디송역

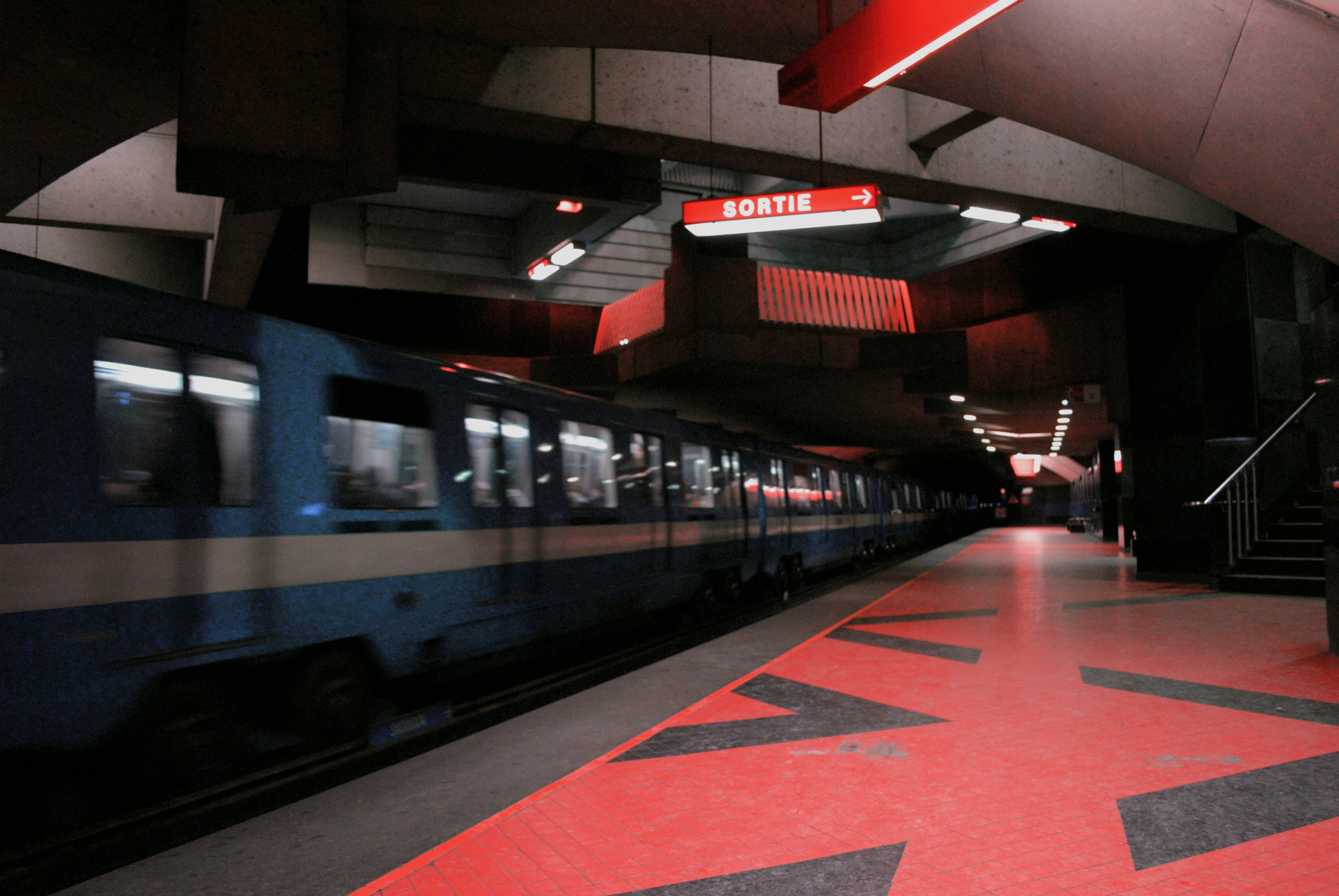
파란색 선의 아카디역

이후 다른 연장도 계획되었고 1975년에 다다라서 지하철 연장 지출 비용은 16억 달러에 다다랐다. 늘어나는 지하철 연장 비용에 퀘벡 주정부는 드라포 시장이 원했던 모든 지하철 연장 구간에 대해 1976년 5월 19일에 모라토리엄을 선언하였다. 공사가 한창 진행 중이였던 2호선 연장 구간과 5호선 공사 입찰은 전면 동결되었다. 지하철 연장은 주정부와 도시공동체가 서로 동의하지 않으면 이루어질 수 없었기 때문에 공사 비용을 두고 갈등은 지속되었다. 이에 대해 몬트리올 도시공동체 산하 기관인 몬트리올 교통위원회 (Bureau des transport de Montréal)는 주정부가 모라토리엄을 선언하기 직전에 나뮈르역과 부아프랑 사이에 터널을 입찰하고자 하였다.
1977년, 새로 당선된 르네 레베크의 퀘벡당 정부는 2호선 연장과 5호선 신설 공사에 대한 지불 유예를 일부 해제하였다. 오렌지 선은 1980년에 플라스생앙리역까지, 1981년에 스노든역까지 공사가 마무리되었고, 역 공사가 끝나는 대로 본격적으로 개통하였다. 1979년 12월, 퀘벡 주정부는 통합 교통 계획안을 발표하여 2호선을 뒤콜레주역까지, 5호선을 스노든역에서 앙주까지 연장하고자 하였지만 별다른 노선을 지을 계획은 없었다. 대신 주정부는 기존 철도 노선을 도시 철도로 변환하여 전철로 운행하는 방안을 발표하였다. 도시공동체의 시장들은 처음에 난색을 표했지만 이후 1981년 2월에 주정부 계획안에 공사 비용 조달을 승인하였다. 2호선은 1984년에 뒤콜레주역까지 연장되고 1986년에 코트베르튀역까지 연장되어 섬 북쪽에 인구가 많은 두 지역과 시내를 U자로 잇는 노선이 형성되었다.
모라토리엄과 기술적 문제를 거듭한 뒤 네 번째 지하철 노선이 첫 삽을 든 지 14년만에 개통하였다. 몬트리올 섬 중앙을 동서로 잇는 5호선 파란색 선은 2호선 장 탈롱역에서 1988년에 개통한 스노든역까지 개통하였다. 승객 수가 저조했던 관계로 STCUM은 개통 당시 3량 전동차를 평일 오전 5시 30분부터 오후 7시 30분까지만 운행하였다. 이 노선의 주 승객이었던 몬트리올 대학교 학생들은 막차를 오후 11시 10분까지, 2002년에는 오전 12시 15분까지 연장하는 데 성공하였다.

#### 경기 침체와 지어지지 못한 노선

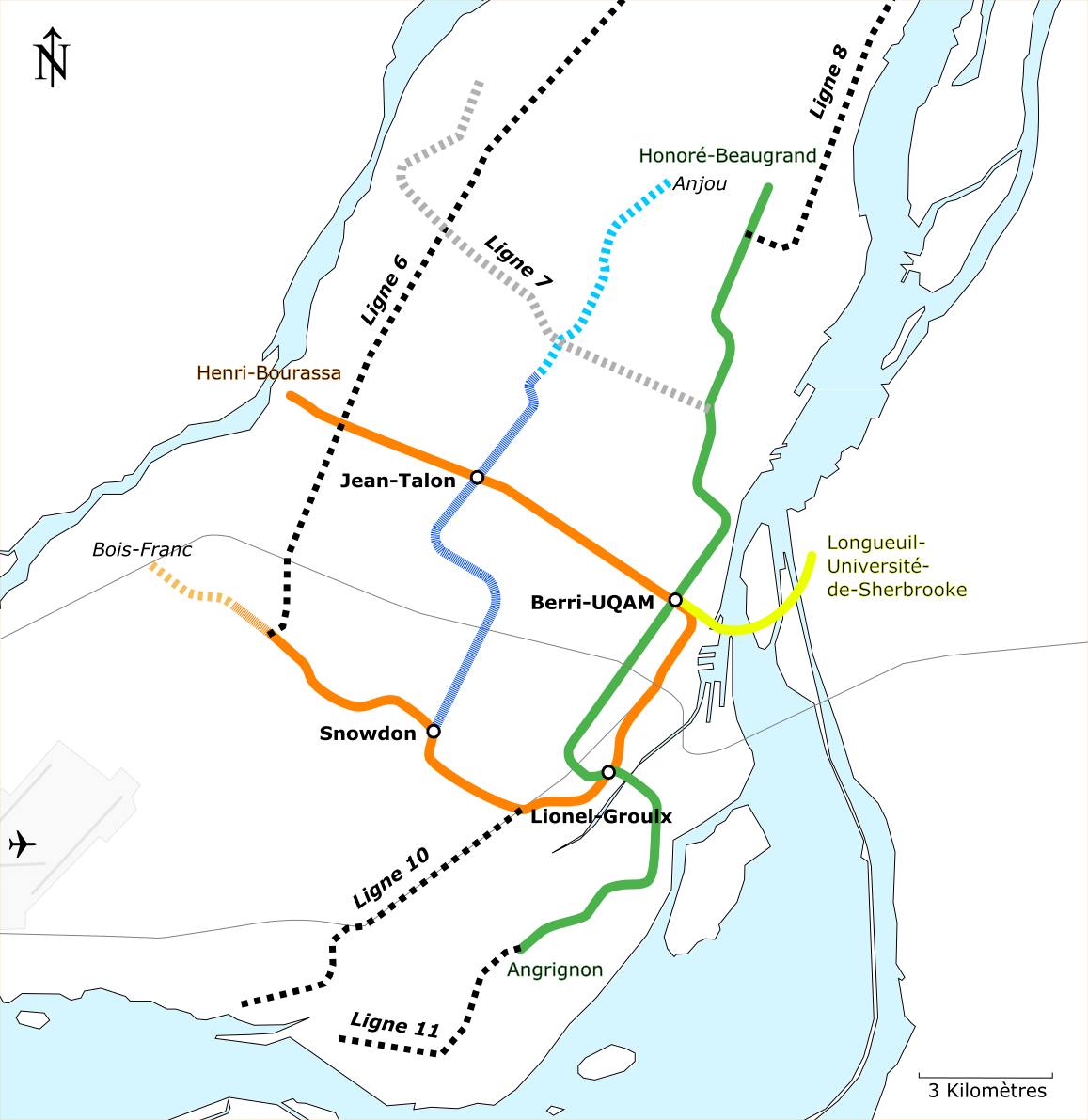
퀘벡 교통부가 1981년에 제안한 6호선과 몬트리올 도시공동체가 1984년에 제안한 7, 8, 10, 11호선

1980년대 말, 몬트리올의 지하철 총연장은 20년 만에 4배로 늘어나고 토론토 지하철보다 더 길어졌지만 연장 계획은 거기서 멈추지 않았다. 1981년에 퀘벡주가 제안하고 1983-84년에 도시공동체가 구상에 들어간 뒤콜레주에서 레팡티니까지 잇는 광역 철도인 6호선과 피뇌프역에서 몽레알노르를 잇는 7호선 지하철은 물론 라디송역과 푸앵토트랑블을 잇는 8호선 경전철, 방돔역과 라신을 잇는 10호선, 앙그리뇽역에서 라살을 잇는 11호선까지 계획되어 있었다. 1985년, 새로 들어선 로베르 부라사의 퀘벡 자유당 정부가 이 계획에 제동을 걸고 1988년에 이 계획안을 통근열차로 변경하였다. 하지만 1989년 퀘벡주 총선이 다가오면서 7호선 계획안이 다시 수면에 올라왔고 5호선을 생미셸역에서 앙주의 갈르리 당주 쇼핑몰까지, 2호선을 부아프랑역까지 연장하는 방안을 발표하였다.
1990년대는 경기 침체와 더불어 캐나다 전체에서, 특히 퀘벡주에서 예산 수지가 맞지 않아 적자를 겪게 되었다. 몬트리올의 지하철 승객 수는 줄어들었고 퀘벡주는 대중교통 지원금을 감축하였다. 이에 따라 지하철 연장 계획은 물거품이 되었고 도시공동체 정부도 기존 역 보수 작업에 집중하였다.

### 현재 (2002-)
1996년, 퀘벡 주정부는 몬트리올 광역권의 모든 대중교통 발전을 총괄하는 광역교통기관 (Agence métropolitaine de transport, AMT)을 설치하였다. AMT는 지하철 건설과 통근열차 운영을 책임지게 된다. 2017년 6월 1일, AMT는 광역교통망 (Réseau de transport métropolitain, RTM)으로, 2018년 5월에는 엑소 (exo)로 이름을 변경하였다.

#### 라발 연장

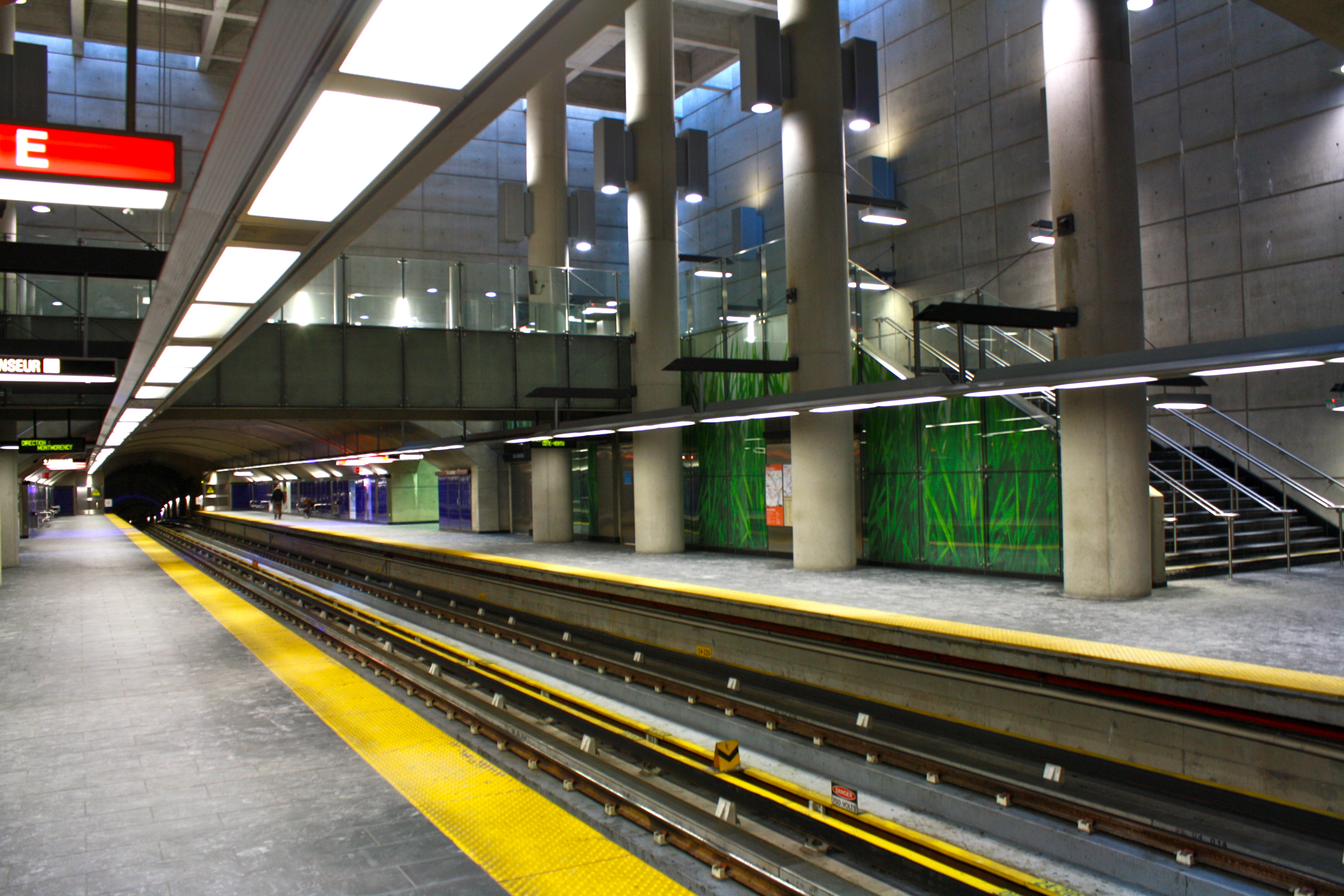
라발에 위치한 드라콩코르드역

1998년, STCUM은 2호선 오렌지 선을 앙리 부라사역에서 프레리강을 지나 라발까지 연장하는 계획을 발표하였고, 2002년 3월 18일에 착공하였다. 라발 연장 결정과 공사 자금 조달은 주정부가 맡았다. 주정부 산하 기관인 AMT가 공사를 맡았지만 선로 및 역 건물은 몬트리올 교통공사 (STM)가 맡게 되었다. 라발 연장 5.2km 구간은 2007년 4월 28일에 완공되었고 라발에는 카르티에, 드라콩코르드, 몽모랑시역 등 세 개 역이 개통하였다.

#### 노후 시설 교체
한편 2004년부터 STM은 지하철 개통 이후 계속 쓰던 노후 시설을 보수·교체하는 데 적극 투자하였다. 신형 전동차인 MPM-10 (아쥐르)이 2016년부터 반입되었고 터널은 물론 베리-UQAM역 등을 포함한 여러 역이 보수 공사에 들어갔다. 지상에 설치된 여러 변전소 및 환기 시설이 오늘날 기준에 맞게 다시 지어지고 있다.

#### 앙주 연장
1998년 10월 14일, 퀘벡 교통부는 파란색 선을 피뇌프까지 한 정거장 연장하는 방안을 발표하였지만, 라발 지하철 연장 공사비가 예상보다 더 들어간 관계로 취소되었다. 2013년 9월 22일, 퀘벡 교통부 장관 실뱅 고드로는 파란색 선을 앙주까지 총 5개 정거장, 6km 구간을 연장하기 발표하였다. 2016년 2월, 연장 비용은 기존 15억에서 30억 달러로 불어났다.
2018년 4월 9일, 쥐스탱 트뤼도 캐나다 총리와 필립 쿠이야르 퀘벡 주지사는 2027년 개통을 목표로 파란색 선 연장을 공식 발표하였다. 앙주까지 연장하는 데 드는 비용은 39억 달러로 최종 추산되었고[참고 1] 2021년에 착공에 들어간다. 2019년 2월 19일, 파란색 선 연장을 위한 전담 사무실이 플라스 보나방튀르 건물 7층에 개장하였다. 이 사무실에는 100여 명이 근무하고 있고 2019년 말까지 직원 수는 두 배가량 늘어났다.

## 운행 계통

### 노선과 운행 시간
지하철은 노선과 요일에 따라 오전 5시 24분과 30분 사이에 운행을 시작하고 다음 날 오전 12시 30분과 1시 30분 사이에 운행을 종료한다. 승객 수가 많은 녹색 선과 오렌지 선의 배차 간격은 2-4분이다.
| 노선명 | 노선명    | 종점       | 종점 | 종점                              | 개통 연도 | 최종 연장 연도 | 총 연장 (km) | 역 개수 | 배차 간격 (분) | 배차 간격 (분) |
| 노선명 | 노선명    | 종점       | 종점 | 종점                              | 개통 연도 | 최종 연장 연도 | 총 연장 (km) | 역 개수 | 러시 아워      | 평상시         |
| --- | --------- | ---------- | ---- | --------------------------------- | --------- | -------------- | ------------ | ------- | -------------- | -------------- |
| | 녹색 선   | 앙그리뇽   | ↔    | 오노레 보그랑                     | 1966      | 1978           | 22.1         | 27      | 3-4            | 4-10           |
| | 오렌지 선 | 코트베르튀 | ↔    | 몽모랑시1                         | 1966      | 2007           | 30.0         | 31      | 2-4            | 4-10           |
| | 노란색 선 | 베리-UQAM  | ↔    | 롱괴유-위니베르시테 드 셰르브루크 | 1967      | 1967           | 4.25         | 3       | 3-5            | 5-10           |
| | 파란색 선 | 스노든     | ↔    | 생미셸                            | 1986      | 1988           | 9.7          | 12      | 3-5            | 5-10           |
| 참고: 1 오렌지 선은 러시아워에 코트베르튀발 열차의 종점이 두 곳으로 나뉘는데, 하나는 라발의 몽모랑시역까지, 다른 하나는 앙리 부라사역에서 중간 종착한다. 몽모랑시행 열차만 라발의 세 개 지하철역에 정차한다. 반대 방향은 몽모랑시역과 앙리 부라사역에서 열차가 번갈아 출발한다. 또한 아침에는 앙리 부라사에서 몽모랑시에 종착하는 열차 두 편이 존재한다. 이에 따라 앙리 부라사역은 이 노선의 모든 방면의 열차가 정차하는 유일한 역이다. * 3호선은 존재하지 않는다. 3호선은 캐나다 내셔널 철도가 소유하고 있는 선로를 이용해 몽루아얄 지하를 따라 카르티에빌까지 지상으로 운행하는 계획이었으나 67년 세계박람회를 앞두고 4호선 노란색 선 연장을 우선시하면서 건설 계획이 무산되었다. CN 선로는 엑소의 두몽타뉴선과 마스쿠시선 열차가 이용하고 있다. |           |            |      |                                   |           |                |              |         |                |                |

### 지하철역
몬트리올 지하철에는 총 68개 역이 있으며 이 중 네 곳은 환승역이고 다섯 곳은 통근 열차로 갈아탈 수 있는 역이다. 지하철역 이름은 대부분 역 근처에 있는 도로 이름을 따서 지어졌다.
역간 평균 거리는 950m로, 역간 거리가 가장 짧은 구간은 필역과 맥길역 사이 (296m) 이고 가장 긴 구간은 베리-UQAM역과 장 드라포역 (2,362m) 사이이다. 역 평균 깊이는 15미터로, 가장 깊은 역은 샤를부아로, 오노레 보그랑 방면 승강장이 지하 29.6m에 위치해 있고 덜 깊은 곳은 앙그리뇽역과 롱괴유-위니베르시테 드 셰르브루크역으로 지하 4.3m에 위치해 있다.
승강장은 길이 152.4m, 너비 최소 3.8m로 리오넬 그루, 스노든, 장 탈롱역과 같은 환승역의 섬식 승강장을 제외하고 상대식으로 이루어져 있다. 샤를부아와 드 레글리즈역은 연약 지반 때문에 불가피하게 복층 승강장으로 지어졌다.
다른 대도시의 지하철과는 달리 거의 모든 지하철역의 출입구는 건물 안에 밀봉되어 있는데, 이는 몬트리올의 추운 날씨로부터 보호하기 위함이다. 대부분의 건물은 1976년부터 나비 형식의 출입문으로 문을 열면 피스톤 효과로 터널에 움직이는 전동차로부터 강한 바람이 불어온다. 모든 출입구는 보도블록에서 떨어져 있으며, 시내의 여러 역은 다른 건물을 통해 지하철에 진입할 수 있으며, 이는 몬트리올 지하도시의 일부이기도 하다.

#### 열차 정보 안내판

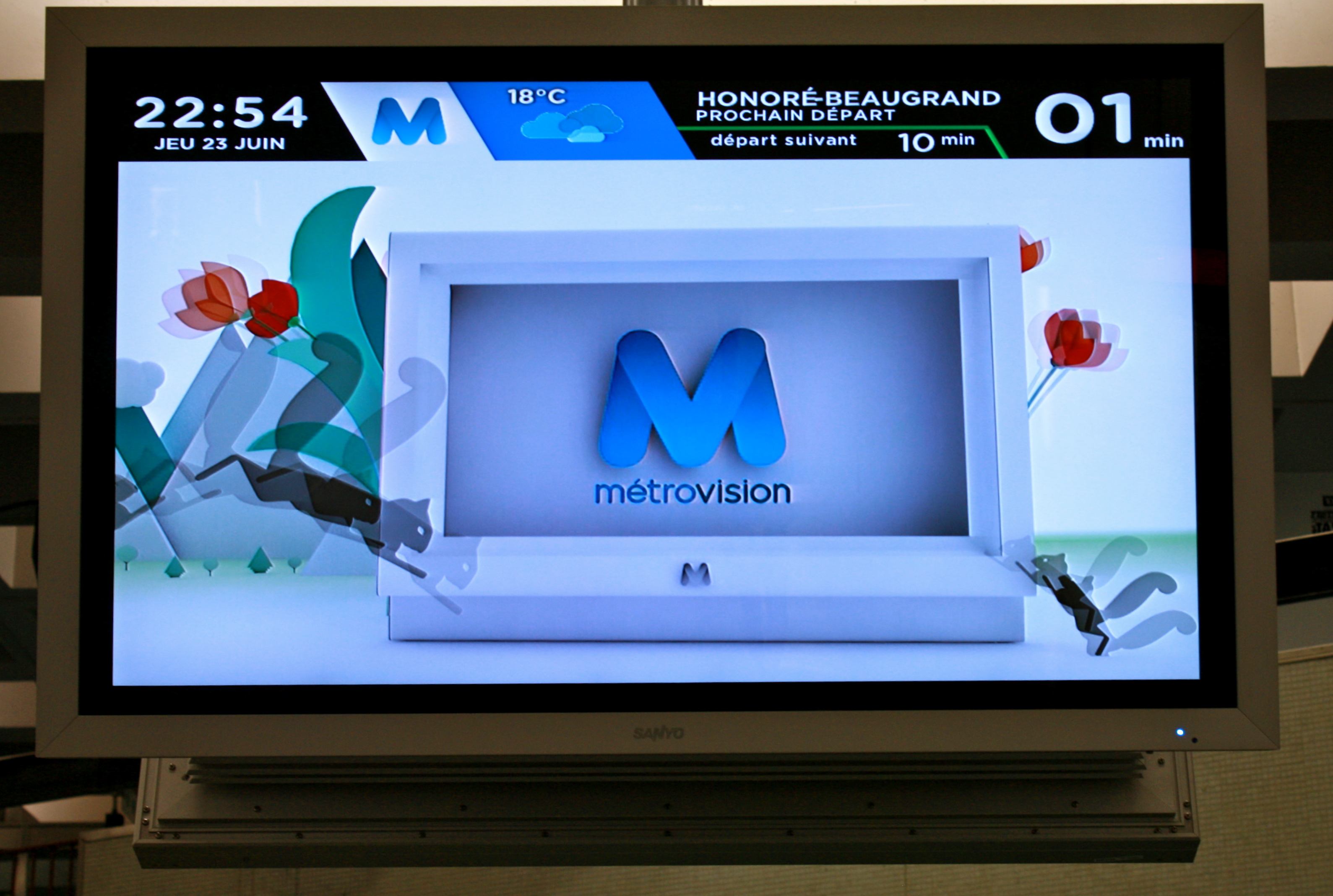
플라스데자르역에 설치된 메트로비지옹 전광판

2014년 말부터 메트로비지옹 (MétroVision) 전광판이 모든 역에 걸쳐 설치되었다. 평면 스크린이나 빔 프로젝터로 비추는 이 전광판은 다음 두 열차가 언제 오는지 알려주고 광고와 뉴스, 날씨는 물론 지연이나 운행 중단과 같은 지하철 운행 상황을 실시간으로 전해준다.

#### 접근성

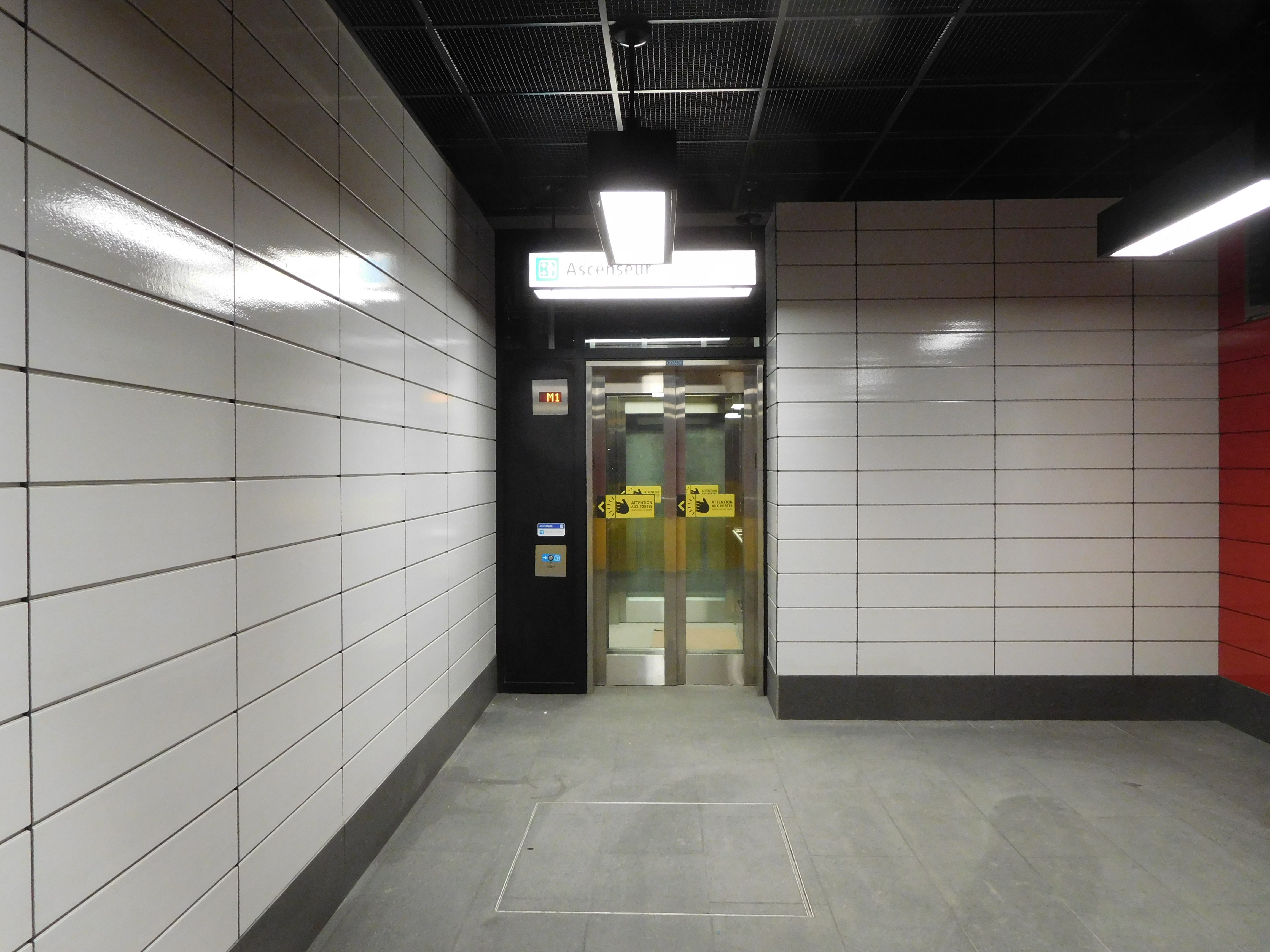
로즈몽역에 지어진 엘리베이터

각 지하철역은 건축 구조가 다르기 때문에 승객들이 구별하기가 쉽다.
2024년 기준, 몬트리올의 68개 역 중에서 27개 역에 엘리베이터가 설치되어 있다. 이 중에서 베리-UQAM역은 녹색 선과 오렌지 선에 엘리베이터가 설치되었지만 노란색 선에 엘리베이터가 지어지고 있는 관계로 교통약자가 이용하기에는 아직까지 불편할 수 있다.
몬트리올에 처음으로 엘리베이터가 설치된 역은 2007년에 개통한 2호선 라발 연장 구간이고, 2024년 현재 베리-UQAM, 앳워터, 플라스생앙리, 에두아르 몽프티, 우트르몽역 등 5개 역에 엘리베이터를 설치하는 공사가 진행 중이다.

### 요금
몬트리올 지하철은 시내버스와 같이 몬트리올 교통공사가 운행한다. 지하철과 버스 요금은 완전히 동일하며 티켓 한 장으로 지하철과 버스를 동시에 이용할 수 있으며 처음에 개찰구에 투입한 뒤 120분 동안 무제한 환승이 가능하다.
라발에 위치한 카르티에, 드 라 콩코르드, 몽모랑시역과 롱괴유에 위치한 롱괴유-위니베르시테 드 셰르브루크역은 요금제가 상이하다.
요금제는 엑소의 통근 열차와 일부 연동되어 있는데 몬트리올 광역 교통국 (Autorité régionale de transport métropolitain, ARTM)이 요금을 책정하는 TRAM 티켓이나 정기권을 지하철에서도 이용할 수 있지만 반대로 STM 티켓을 통근 열차에서 사용할 수는 없다. 오렌지 선의 보나방튀르, 루시앙 랄리에, 방돔, 드 라 콩코르드역과 파란색 선의 파크역에서 지하철과 통근 열차로 갈아탈 수 있다.

#### 기존 요금 제도
지하철 개통 때부터 줄곧 써왔던 개찰구는 승차권에 요금을 냈다는 증명이나 영수증을 주지 않고 개찰구에서 삼켜버리는 지라 누가 무임승차나 부정 승차를 하는지 알 길이 없었다.
1966년부터 2009년까지 개찰구 밖에 있는 환승 표 발급기를 통해 버스로 갈아탈 수 있는 환승 표를 받을 수 있었다. 버스에서는 버스 기사가 날짜와 시각이 적힌 환승 표로 지하철로 갈아탈 수 있었다.
현 요금 제도는 승차권에 개찰구에 들어간 날짜와 시각이 적혀 있어 영수증 및 환승 표로 쓸 수 있으며, 처음에 요금을 내고 120분 동안 지하철과 버스 간 무제한 환승이 가능하다. 이 표는 검표할 때 요금을 냈다는 증명으로 쓸 수 있으며 가짜 표를 감별하는 데 쓰인다.

#### OPUS 카드

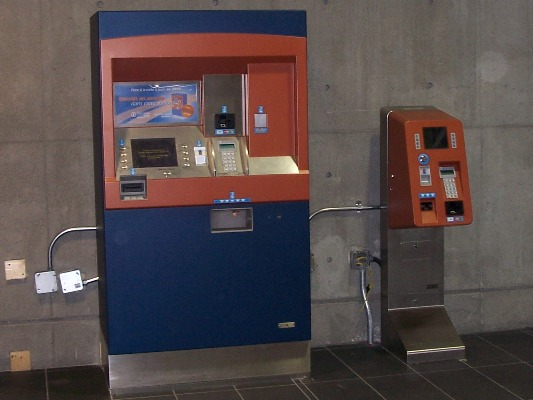
승차권 구매를 위해 두 종류의 자판기가 존재한다.

2008년부터 몬트리올의 요금 체계가 완전히 바뀌었다. 노면 전차가 운행하던 시절부터 버스에 달린 요금함은 현금은 물론 자기 테이프가 있는 표와 충전할 수 없는 비접촉식 스마트카드, 그리고 충전할 수 있는 비접촉식 교통카드인 OPUS 카드 (오퓌스 카드)로 지불할 수 있는 전자 단말기로 교체되었다. 교통카드 단말기는 RFID가 아닌 아날로그 형식의 기술을 사용한다.
OPUS 카드에는 일회권, 왕복 승차권, 10회권, 몬트리올 정기권, 통근열차 정기권 및 TRAM 정기권 등을 포함한 여러 종류의 승차권을 충전할 수 있다. 어린이, 학생과 만 65세 이상의 노인은 뒷면에 증명사진이 있는 OPUS 카드를 제시하면 할인을 받을 수 있다. 카드를 단말기에 대면 지하철 개찰구나 버스의 전자 단말기가 남은 승차권 개수를 알려준다.
2016년부터는 STM이 NFC 기술을 이용하여 OPUS 카드를 충전할 수 있는 스마트폰 앱 개발에 들어갔다. 카드 충전 기능을 개발한 지 몇 년이 지난 2024년 4월 10일, ARTM은 몬트리올 지역의 대중교통 시간표 등을 알려주는 크로노(Chrono) 앱을 통해 OPUS 카드를 충전할 수 있게 되었다고 발표하였다.

### 운영 비용
유지보수비, 설비, 인건비 등을 포함한 지하철의 운영 비용은 몬트리올 교통공사가 부담한다. 그러나 승차권과 정기권 판매로 얻는 수익은 전체 운영 비용의 45%에 불과하다. 나머지는 몬트리올섬의 지자체가 32% 부담하며, 광역공동체가 6%, 퀘벡 정부가 13%를 지원한다.
STM은 지하철과 버스로 나누어 따로 통계를 내지 않는 관계로 위 운영 비용은 지하철과 버스를 포함한 전반적인 운영 비용이다. 2017년 기준으로 STM의 직접 운행 예상 비용은 6억 7,700만 달러로 추산되었다. 할인 요금에 따른 손실을 보전하기 위해 몬트리올 광역권의 지자체는 5억 3,900만 달러를 투입하며 퀘벡 주정부도 1억 8,900만 달러를 지원한다. STM 총예산 14억 달러 중 인건비가 64%에 해당하며 설비 비용이 23%, 31억 6천만 달러의 부채를 상환하는 데 들어가는 비용이 13%로 집계되었다. 지하철만 한해서는 운영비 3억 100만 달러 중 인건비가 76%에 해당하며 전기세는 9%가 들어간다.
지하철 연장과 같은 주요 프로젝트는 퀘벡 주정부가 전액 지원한다. 기존 시설 유지·보수와 서비스 개선에 필요한 비용은 연방정부, 주정부와 몬트리올섬의 지자체가 최대 100% 지원한다. 예를 들면 전동차 교체 비용의 74%는 퀘벡 주정부가, 환풍구 교체 작업에 들어간 비용 33%는 연방 정부가 부담하였다. 이 정부 지원금이 어느 사업에 들어갈지는 STM이 전면 결정한다.

### 안전 시설

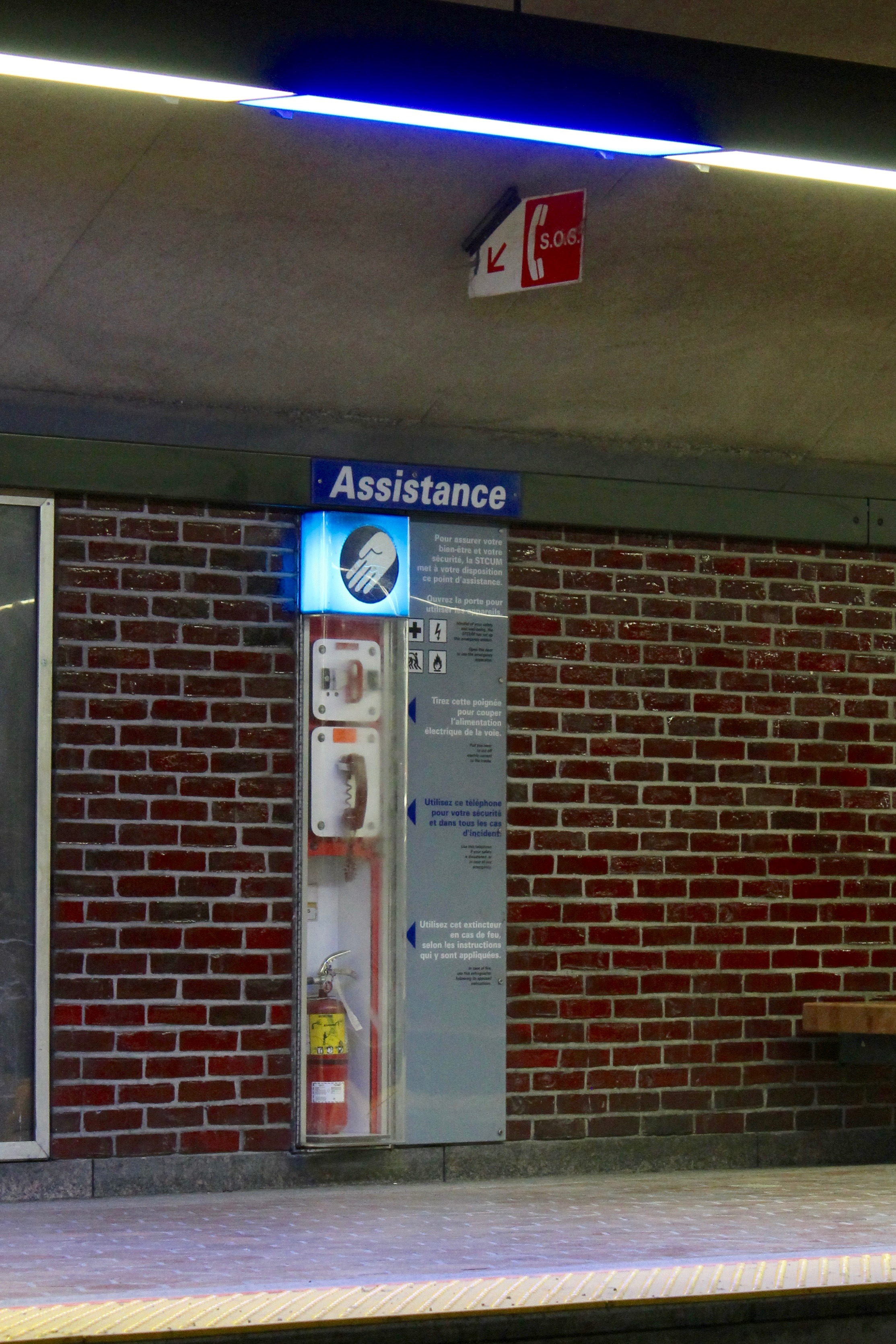
승강장에 구비되어 있는 비상 호출기, 전력 차단기 및 소화기

몬트리올의 지하철역은 STM 검표원 167명과 몬트리올시 경찰국 (Service de police de la ville de Montréal, SPVM)의 지하철 전담 요원 115명이 순찰한다. SPVM 요원들은 2천여 대의 카메라와 안면 인식 장치가 설치되어 있는 지하철 경찰대 본부와 연락한다.
역 승강장에는 지하철 통신 센터와 연결되는 호출기가 있으며 비상시를 대비한 전력 차단기와 소화기가 비치되어 있다. 전원 공급 장치 시스템은 짤막한 구간으로 나뉘어 전력을 해당 구간에만 따로 끊을 수 있으며 이에 따라 비상 상황이 발생한 해당 열차에만 전력을 끊고 나머지 뒤따르는 열차는 가장 가까운 역으로 대피할 수 있도록 하였다.
전동차가 터널 안에 있는 경우에는 비상 통로가 선로보다 더 높이 있어 전력이 흐르는 제3궤조 선로에 발을 디디지 않고 대피할 수 있다. 약 15m 간격으로 안내 표지판이 화살표로 나타나 있으며 150m 간격으로 대피소에 비상 전화기, 전력 차단기와 소화전이 있다. 환기구의 경우 지상층으로 대피할 수 있는 비상구도 같이 마련되어 있다.
지상층에는 파란색 소화전으로 화재와 같은 비상 상황에 대응할 수 있도록 설비되어 있다. 터널에 화재가 발생하면 소방관들은 빨간색 소화전을 파란색 소화전에 연결하여 지하철을 제어한다. 소화전 두 개가 서로 떨어져 있는 이유는 실수로 소화전이 폭발해 터널 안에 물이 고이는 것을 막기 위함이다.

### 이용객 수
몬트리올 지하철 이용객 수는 첫 개통 이후 승객 수가 두 배 이상 불어났다. 1967년에 연간 총 이용객 수가 1억 3,600만 명이였던 몬트리올 지하철은 반세기가 지나고 나서 3억 6,700만 명으로 크게 늘었다. 몬트리올 지하철은 북미에서 가장 붐비는 지하철 중 하나로 뉴욕 다음으로 북미에서 인구 대비 지하철 이용객 수가 가장 많다. 하지만 이 상승세는 계속되지 않았다. 1960년대 말과 1990년대 초에 들어서서 지하철 이용객 수는 하락세를 보였으며, 1996년부터 2017년까지는 다시 상승세를 보였다. 오늘날에는 녹색 선 베리-UQAM과 맥길역 사이, 오렌지 선 생드니 연선은 러시 아워에 혼잡한 편이다. 이 구간은 러시 아워에 승객들이 열차 몇 대를 보내야 하는 경우도 빈번히 일어난다. 지하철 내에는 에어컨이 없는 관계로 여름 내 혼잡한 구간을 이용하면 불쾌할 수 있다.
2019년 기준, 몬트리올에서 가장 승객 수가 많은 지하철역은 베리-UQAM (연간 1264만 200명), 맥길 (1179만 3714명), 기-컨커디아 (1020만 5552명), 보나방튀르 (943만 502명), 롱괴유-위니베르시테 드 셰르브루크역 (850만 4353명) 순으로, 다섯 곳 중 네 곳은 시내에 위치해 있다. 승객 수가 가장 적은 지하철역은 보드리역으로 2019년 기준 연간 80만 3,769명이 승차하였다.

### 보수 및 정비
지하철역 건물과 종점에 정박해 있는 열차는 위생 전담 직원이 매일 24시간 청소한다.
331km에 달하는 선로와 가이드 바의 유지 및 보수는 선로 전담 직원이 맡는다. 전 세계 대부분의 지하철과 같이 선로 유지·보수 작업은 지하철이 운행하지 않는 심야 시간대인 오전 1시 30분부터 5시까지 이루어진다. 승강장 차량 50량, 작업용 소형 견인차 25대, 조차 차량 2대, 선로 변경 차량 1대를 포함한 총 119대의 유지·보수 차량이 밤사이에 운행한다. 또한, 구조 변경이 이루어진 전동차와 진공청소기가 탑재된 디젤 트랙터가 선로 위에 있는 쓰레기를 흡착한다. 평상시에는 이 작업 차량이 비오, 뒤베르네, 유빌 연결 선로에 정박해 있다.

## 건축 양식과 공공 미술
몬트리올 지하철의 건축 양식과 디자인은 전반적으로 몬트리올의 겨울을 반영하여 지어졌으며, 비용과 지하철 디자인을 전두 지휘했던 장 드라포 시장의 영향을 받았다.

### 지하 철도

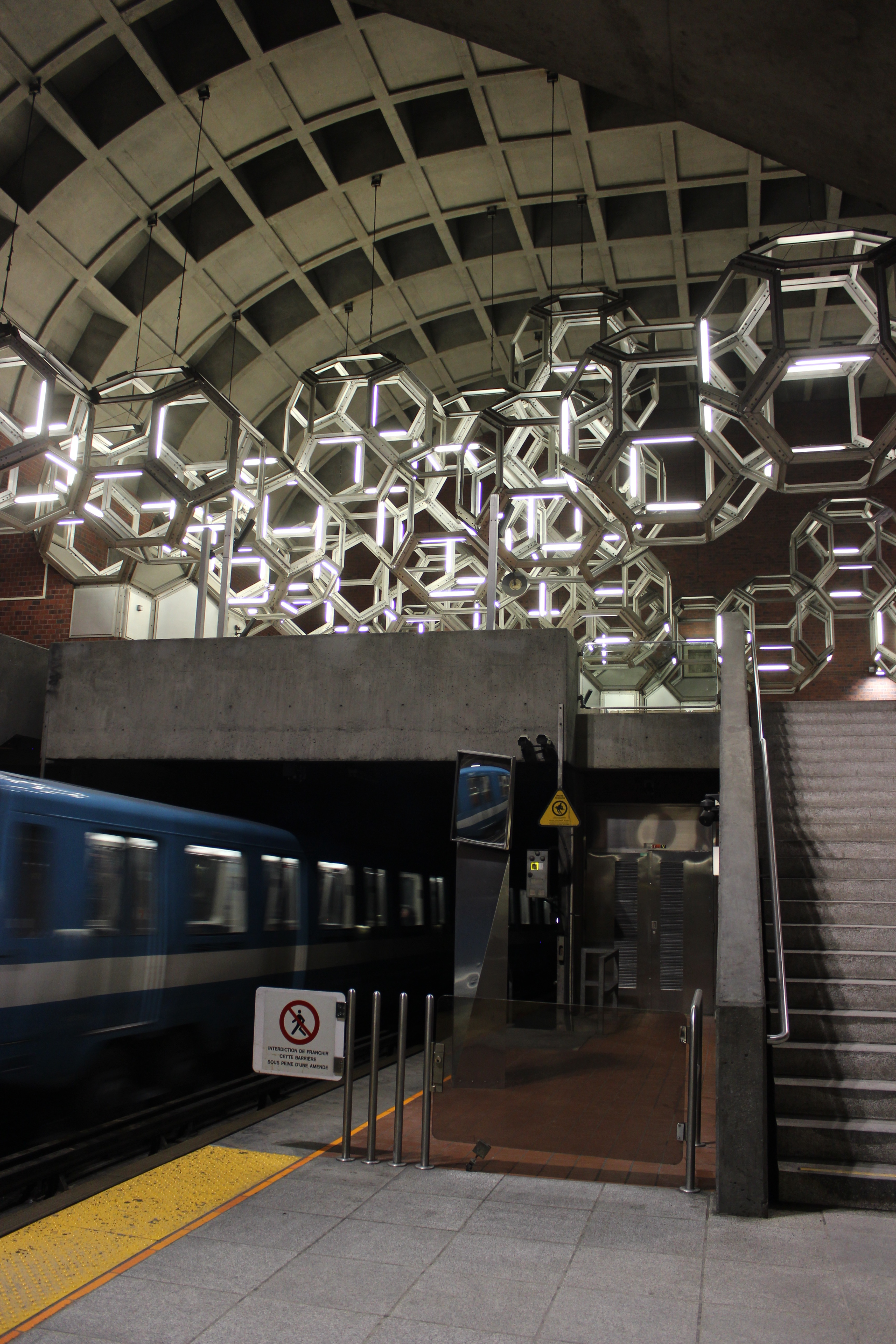
지하 24m에 위치한 나뮈르역

지하철 설계자들은 선로를 지하화하여 교통 정체를 해소하고 바깥 날씨에도 견딜 수 있도록 하였다. 지하철은 처음에 몬트리올 사람들이 대부분 출퇴근하는 시내에서 인구 밀도가 높은 거주 지역으로 승객들을 수송하고자 하였다. 고무 차륜은 퀘벡의 추운 겨울과 맞지 않는 관계로 이후 지하철 연장은 인구 밀도가 높은 곳에서 덜 높은 곳으로 이루어졌다.
지하 철도를 짓는 방법에는 두 가지가 있는데, 지하철 전 구간에 구덩이를 파서 지붕을 덮는 절개 공법과 일부 구간에만 구덩이를 파서 나머지는 터널 굴착 기계를 이용해 파내는 방법이 있다. 전자는 공사비가 덜 들고 파리 지하철과 뉴욕 지하철 등에서 자주 쓰이던 공법이기도 하다. 하지만 절개 공법은 파낸 구간 전체를 통제해야 하고 이에 따라 공사 기간 중에 지하에 있는 하수도를 이설해야 한다. 또한 인구 밀도가 높은 지역의 도로 전체를 굴착하는 것은 도시 통행과 경제 활동에 지장을 줄 수 있다. 몬트리올섬의 하층면은 회색 석회암으로 이루어져 있어서 부수기 쉽지만 압력에 강해서 터널을 짓기에 적합한 소재이다. 이러한 바위의 성질로 터널 굴착이 절개 공법보다 네 배가량 저렴하였다.
장 드라포 시장은 지하철 건설을 저렴하고 공사에 따른 지장을 최소한 주길 바랐으며 이에 따라 기술자들은 바위를 따라 지하에서 터널을 굴착하기로 하였다. 하지만 기존 지하철 공사 구간의 30%는 터널이 지면으로부터 너무 깊거나 지반이 연약했던지라 해당 구간은 절개 공법이 불가피하였다. 이에 따라 통행에 덜 부담이 가는 도로를 선택했다. 녹색 선 시내 구간의 경우는 생트카트린느가 대신에 드메종뇌브가를, 오렌지 선 동부 구간의 경우에는 생드니가 대신에 베리가를 따라갔다. 이후 개통한 모든 구간을 포함하면 몬트리올 지하철 전체의 80%는 발파 및 굴착을 통해 터널을 지었다.
비용을 절감하기 위해 다른 북미 도시들에 비해 규모가 작은 전동차를 선택했고 이에 따라 중앙 분리대가 없는 길이 7.1m, 높이 4.9m 터널에 열차가 두 선로로 동시에 다닐 수 있게 되었다.

### 고무 차륜

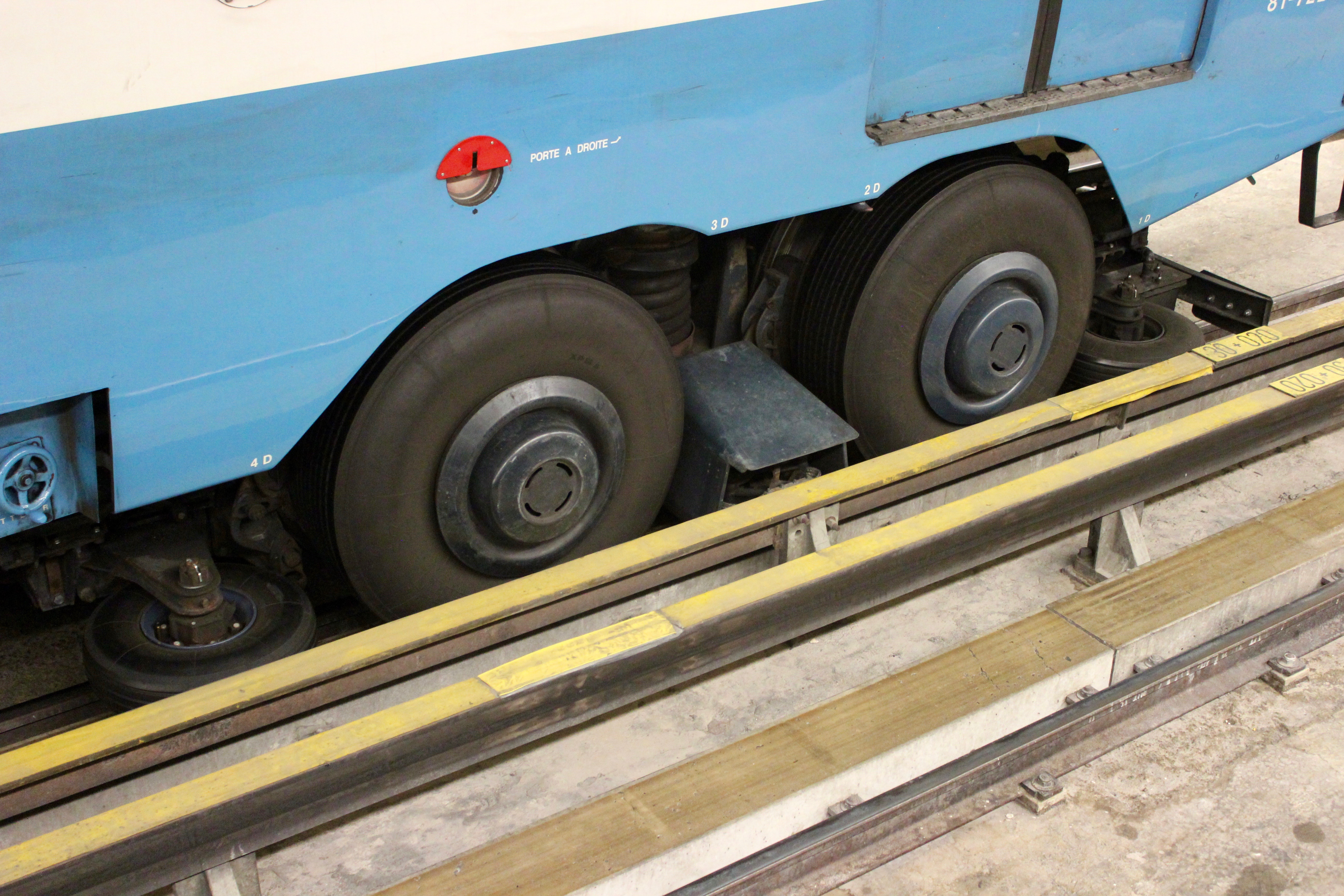
1세대 전동차인 MR-63의 고무 차륜

지하철이 대규모 철도 회사에 인수되는 것을 막기 위해 장 드라포 시장은 기존 철도와 규격이 맞지 않는 철도를 바랐다. 드라포 시장은 처음에 모노레일을 선호하다가 파리 순방 당시 보았던 고무 차륜에 관심을 보였다.[참고 2] 고무 차륜은 그 당시 비교적 신기술이었고 승차감이 더 편리했을 뿐만 아니라 소음이 덜하고 가감속 등판능력이 강철 차륜보다 더 효율적이었다. 또한 이는 1940년대 말부터 몬트리올시 당국이 선호했던 파리 모델이었기에 고무 차륜은 합리적인 선택으로 여겨졌다.
고무 차륜은 지면과 접착력이 높아 강철 차륜보다 더욱 경사진 곳도 손쉽게 오를 수 있다. 또한 유도 차륜이 추가로 달려있는지라 급커브도 수행해낼 수 있다. 이는 최적의 정맥을 따라가는 터널에 운행하기에 적합하였다. 고무 차륜은 또한 가감속 등판능력이 좋아 전동차의 에너지 효율을 올리고 가감속에 필요한 시간을 절약하였다. 석회석은 투수성이 있는 관계로 연간 200만 입방미터가 넘는 지하에 새는 물을 펌프를 통해 터널 하단으로 끌어낼 수 있다.
몬트리올 지하철은 이에 따라 전면 지하로 운행하며 세계 최초로 전구간 고무 차륜으로 운행하는 지하철 체계이다. 파리 지하철과 닮은 몬트리올 지하철은 미슐랭과 RATP의 도움으로 지어졌다. 오늘날에도 STM은 프랑스 기업의 기술과 노하우를 전수받는다.

### 건축 양식과 미술

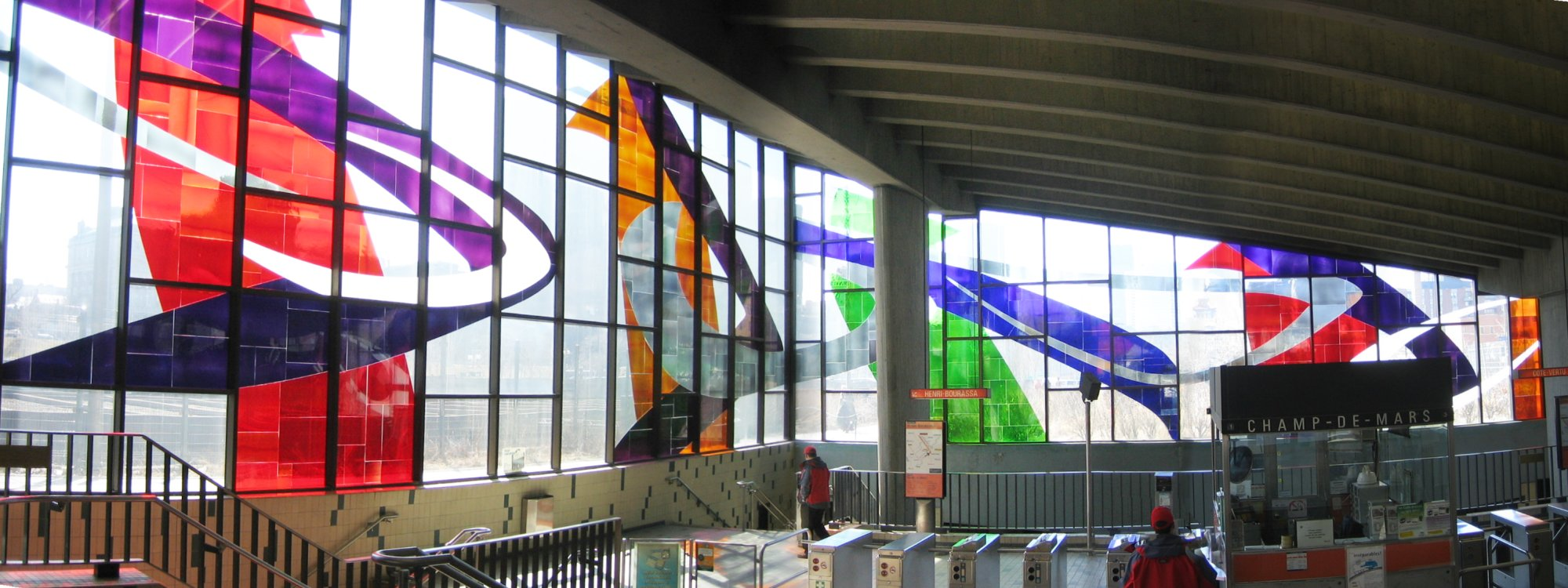
샹드마르스역에 설치된 유리 타일

몬트리올 지하철은 건축 양식과 공공 미술로 잘 알려져 있으며, 각 역에는 다른 건축가가 각기 다른 스타일로 역을 디자인하였다. 일부 역은 지상층에 가깝고 다른 역은 굉장히 깊어 승강장과 출입구, 진입 통로에 각기 다른 입체감을 준다. 몇몇 지하철역은 모더니즘 양식을 충실하게 따르는 한편 다른 역은 국제 양식에 영향을 받았다.
몬트리올은 스톡홀름과 더불어 지하철에 공공 예술을 적극 가미한 지하철 체계이기도 하다. 50여 개 역에 비교적 잘 알려진 예술가들이 조각상, 유리판, 벽화를 포함한 105개의 공공 예술 작품이 설치하였고, 예술가 대부분은 반체제, 반종교 예술가 선언서인 《전면 거절》 (Refus global)의 서명자들이다. 미술 작품은 1966년에 몬트리올 지하철이 개통할 때 그다지 염두에 둔 점은 아니지만 기부품이 하나둘씩 쌓이면서 나중에 역 건물의 일부로 동화되었다. 지하철이 연장된 1973년과 1986년 사이에는 건설사 재량으로 연장 구간 역에 공공미술을 설치하였다.
몬트리올 지하철에 처음으로 설치된 공공미술 작품 중 하나는 프레더릭 백이 플라스데자르역에 설치한 천정으로 퀘벡의 슈퍼마켓 체인이었던 스타인버그의 기부품으로, 개통한 지 1년 남짓 지난 1967년에 완성되었다. 퀘벡 주정부 (샹드마르스), 생장밥티스트회 (셰르브루크), 데자르댕 신용조합 (크레마지, 베리-UQAM), 장인회 (파피노), 맥도널드 담배 (맥길) 등이 지하철 첫 개통 구간에 미술 작품을 기부하였다. 화가이자 만화가였던 로베르 라팜은 퀘벡과 몬트리올의 역사적 테마를 바탕으로 몬트리올 지하철의 공공 미술을 총괄했으나 라팜의 지침은 항상 지켜지지 않았다. 마르셀 페롱은 샹드마르스역 유리 타일에 추상적인 미술 작품을 설치하였고 기존 노선이 연장되면서 이 지침은 철회되었다. 2013년에 몬트리올 곳곳에 벽화를 설치하는 MU가 페롱의 영감을 받아 샹드마르스역 출입구 벽의 틈새를 색칠해 생동감을 주었다.

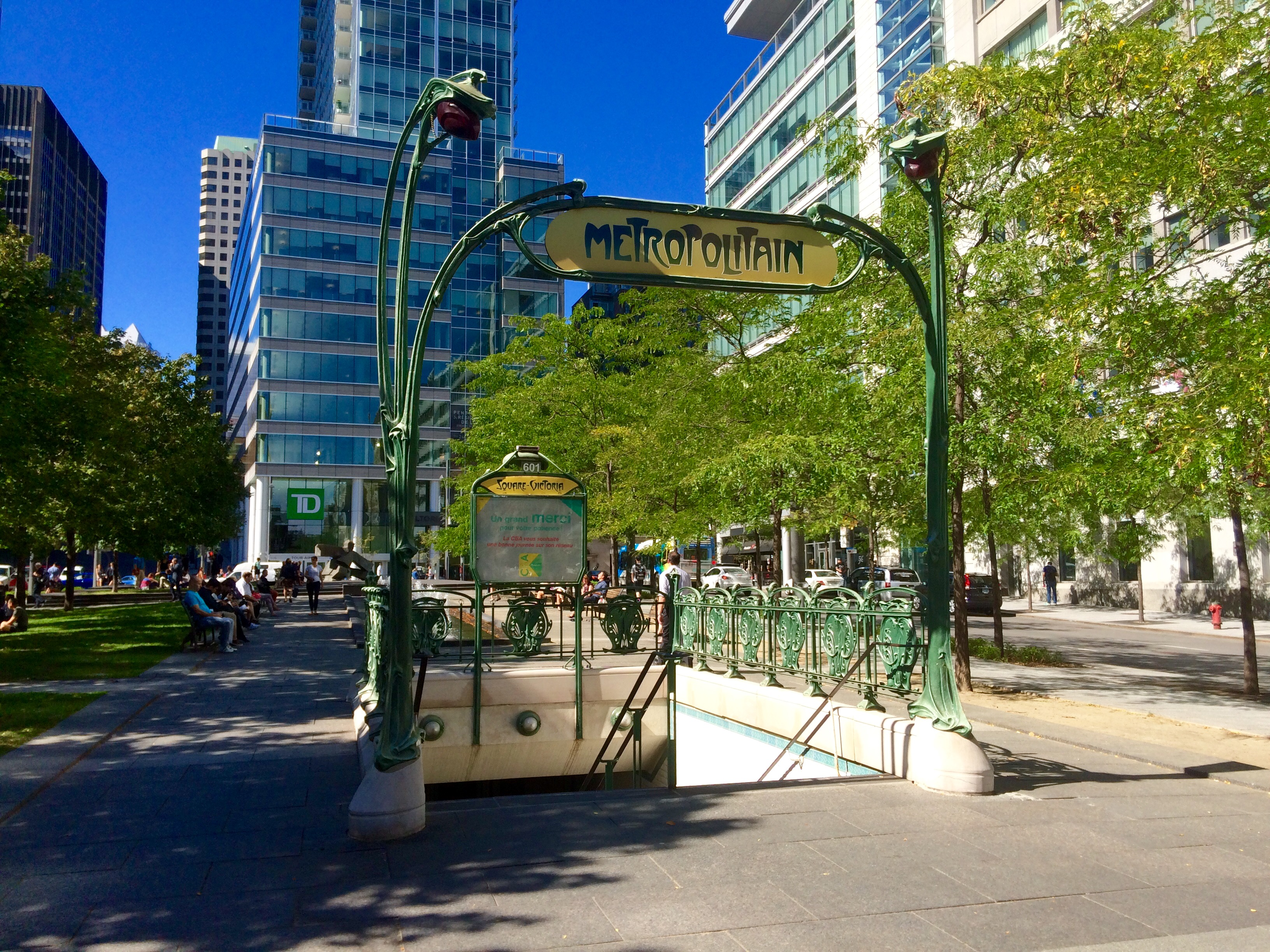
파리 지하철 출입구 양식을 살린 스콰르빅토리아-OACI역의 기마르 출입구

미술 작품은 대부분 역 내부에 있지만 스콰르빅토리아-OACI역 출입구에 설치된 작품은 바깥에 설치되어 있다. 이 출입구는 파리 지하철이 처음 지어질 때 양식으로 지어진 기마르 출입구 양식으로 처음 설치할 때에는 계단이 너무 큼지막했던 관계로 메트로폴리탄 (Métropolitaine) 문구를 출입구 상단에 설치할 수 없었다. 하지만 2000년대에 빅토리아 광장이 개량 공사에 들어가면서 출입구에 메트로폴리탄 문구는 물론 RATP가 제공한 타일까지 설치하여 원형 그대로의 모습을 살려냈다. 역 바깥에 미술 작품이 설치되어 있는 역은 카르티에역, 장 드라포역, 몽루아얄역, 파피노역 등이다.

## 차량
고무 차륜 전동차는 1930년대에 미슐랭이 개발했지만 1950년대에 파리 지하철에 처음으로 도입되었다. 몬트리올 지하철 또한 같은 차륜을 쓴다.

### 전동차 디자인

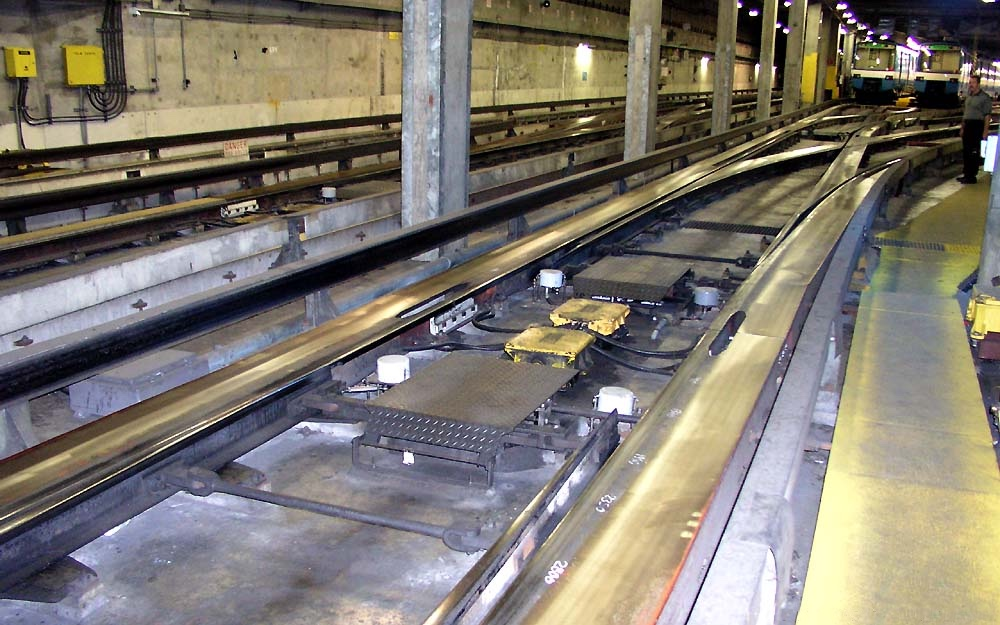
선로 분기기는 일반적인 포인트 부분을 사용한다. 고무 차륜은 포인트부에서 전동차를 지탱하고 유동 장치를 통해 전력 공급이 계속 이어지도록 하였다.

전동차는 3량 단위로 끊어져 있는데 그중 앞뒤에 있는 2량은 모터가 달린 기관 차량이고 가운데는 부속 차량이다. 전동차 1량의 길이는 2.51m로, 뉴욕과 워싱턴 지하철이 3.05m인 점을 감안할 때 북미 지하철에 비해 짧은 편이다. 전동차는 이에 따라 3량, 6량 또는 9량으로 운행할 수 있으며 가장 긴 전동차는 길이 152.4m의 9량 열차이다. 기관 차량에는 네 개의 기계 모터가 달려있는데 두 개는 기어 박스와 차동 장치와 연결된 대차에 있고 750 볼트 직류로 작동한다.

#### 선로와 차륜

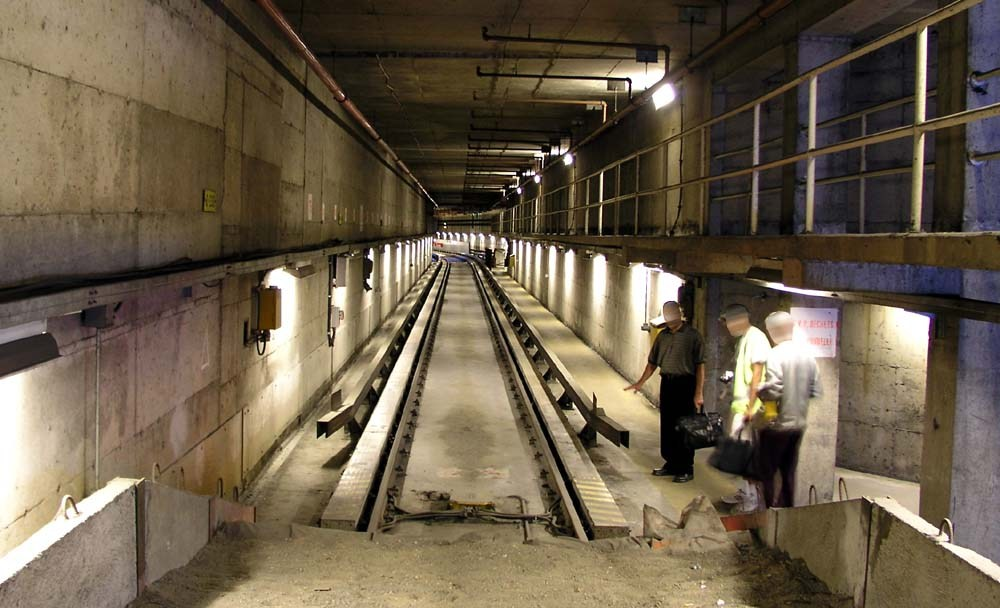
선로 차막이에서 바라본 유동 및 전력 공급 장치, 주행 공간과 가운데에 있는 일반 선로

몬트리올 지하철 선로는 주행, 유동, 전원 공급을 위해 세 부분으로 나뉜다. 토대 위에는 양쪽에 표준궤 선로가 놓여있으며, 길이 5.5m, 너비 25.4m의 철근 콘크리트로 만들어진 바퀴가 주행할 수 있는 공간이 마련되어 있다. 주행 공간 옆에는 유동 및 전원 공급용 철봉이 폴리에스테르 절연체 위에 수평으로 놓여있다.
각 차량에는 두 대차가 있으며 각 대차는 베어링 네 개, 방향 유도 바퀴 네 개, 철제 보조 바퀴 네 개로 이루어져 있다. 베어링이 견인 및 지지대 역할을 하는 반면 대차에 나란히 달려있는 철제 보조 바퀴는 선로 변경과 타이어가 펑크 날 경우를 대비한 보조 타이어 역할을 한다. 철제 바퀴는 수평으로 달려있는 유도 바퀴가 선로 유도를 도와주기 때문에 평상시에는 선로 변경 외에는 그다지 쓸 일은 없다.
전동차 바퀴는 미슐랭과 브리지스톤이 공급하며 바퀴는 열이 많이 가도 질소 부피가 공기보다 적기 때문에 불이 붙지 않는 중성 가스인 질소로 채운다. 새로운 바퀴는 설치되기 전에 검수 과정을 거치며 9천 킬로미터에 한 번씩 교체한다. 전동차는 2013년 기준 일 년에 9만 4천 킬로미터에서 11만 천 킬로미터를 주행하는 관계로 한 달에 한 번꼴로 교체하는 셈이다. 전동차는 처음에 기관 차량으로 시작하다가 20만 킬로미터를 주행하면 부속 차량으로 바뀌어 운행한다. 한편 베어링은 32만 5천 킬로미터, 유동 타이어는 53만 킬로미터 주행 이후 교체한다.

#### 전력 소비량
몬트리올 지하철은 연간 3억 1,500만 킬로와트시의 전력을 소비하며 이 중 65%는 전동차 운행에 쓰인다. 전력 공급은 히드로퀘벡 (Hydro-Québec) 이 7개 전력 공급소에서 12.5킬로볼트의 전압 (프로비던스, 르장드르, 딕슨, 리오넬 그루) 또는 25 kV (스노든, 생미셸, 몽모랑시)로 이루어진다. 전력 공급소 7곳은 변전소 63곳에 일정한 간격으로 3상 교류를 전동차가 쓸 수 있는 직류 750V로 변환한다. 변전을 거친 전류는 양극인 방향 유도봉과 음극인 철로로 흘러가 기관 차량이 탄소 마찰 발생 장치를 통해 전력의 흐름을 잡아낸다. 철로는 전류가 누설되어 금속 구조물이 부식하는 것을 방지하기 위해 바닥에 놓지 않고 방향 유도봉 만큼이나 신경을 써야 한다.

#### 환기
몬트리올 지하철 차량은 100% 지하로 운행하기 때문에 별다른 난방이 없다. 전동차의 가감속과 브레이크가 지하철 전체 열의 80%를 차지하고 나머지는 승객들이 낸다. 전동차에서 생성되는 열은 겨울에는 적합하지만 여름에는 불쾌할 수 있다. 이에 따라 에어컨을 설치할 경우 전동차에서 나오는 열 때문에 역 건물과 터널이 훨씬 더워지기 때문에 냉방 시설은 설치하지 않고 있다. 전동차의 온도 조절은 MR-73의 경우 다양한 속도로 돌아가는 환풍기를 이용하고, MPM-10의 경우에는 각 차량의 열에 맞춰 자동으로 환기한다.
역과 터널에는 주요 환기 시설이 설치되어 지하철 내 온도를 조절하는데, 지하철 내 환기는 역에 위치한 통풍구와 역 사이에 설치된 88대의 기계 환기 시설로 이루어진다. 지상층과 연결된 환기 시설은 평상시에 터널 내 공기를 내보내는 데 쓰이지만 비상 상황에는 연기를 막고 대피 시설로 쓰일 수 있도록 바깥 공기를 터널 안으로 들여보낼 수도 있다.

#### "두두두"
2010년부터 MR-73 전동차와 그 이후에 도입된 MPM-10 전동차에는 출입문을 닫을 때 효과음이 나온다. 이는 일부 전동차의 구동음에서 비롯되었는데, MR-73 전동차는 초퍼 제어 장치를 사용하여 몬트리올 사람들에게 익숙한 솔-도-솔 3개 음을 낸다. 초퍼 제어 장치는 전동차가 가속할 때 과부하로 가열되지 않도록 5단계에 걸쳐 전력을 제어하는데, 보통 마지막 3단계만 들리고 나머지는 소리가 작아 대부분의 승객은 듣기 힘들다. 한편, 이 효과음은 1967년 세계박람회 당시 배경음악으로 쓰였던 에런 코플런드의 곡인 《팬페어 포 더 커먼 맨》 (Fanfare for the Common Man) 첫 부분의 세 음이기도 하다.

#### 제동 장치
브레이크는 전동차가 시속 10km에 다다를 때까지 회생 제동을 사용한다. 이 제동은 엔진을 발전기로 삼아 전동차의 속도를 줄인다. MR-73과 MPM-10 전동차에서 생산되는 전류는 전력 생산망에 다시 투입된다. 전동차가 완전히 멈추기 위해서 고무 브레이크가 각 철륜에 압력을 가해서 땅콩기름을 바른 자작나무 제동 장치가 마찰을 줄인다.

#### 반자동 운전
배차를 늘리고 지하철 기관사의 오류를 줄이기 위해 2단계 자동 열차 운전 장치를 1976년에 1, 2, 5호선에 도입하였다. 이에 따라 기관사는 출입문을 닫고 자동 운전 모드를 작동하기만 하면 된다. 운전대에 설치된 컴퓨터가 지정 속도까지 가속하고 제동은 물론 승강장 위치에 정확하게 멈추며 출입문을 연다. 기관사는 필요한 경우 수동으로 운전할 수 있지만 시속 40km 이하로 운행하여야 한다. 열차의 출발과 규정 속도는 관제탑에서 선로에 있는 대체 전기 신호로 전동차에 전송한다. 이 신호는 역간 선로 구간별로 다른데, 열차 운전대에는 차내 정보 시스템을 통해 규정 속도를 실시간으로 확인할 수 있다.

#### 자동 정차
열차를 올바른 위치에 정차하기 위해 선로 토대에 있는 유도 시설이 전동차의 실제 주행 및 제동 속도를 결정한다. 첫 번째 제동 신호가 상부의 전동차로 전송되어 제동 장치를 실행한다. 중간에 있는 두 번째 신호는 제어 역할을 하며 마지막인 세 번째 신호는 정확한 지점에 멈추도록 한다. 전동차 속도가 시속 5km 미만이고 전동차가 완전히 역 승강장에 진입하였을 때 승강장 쪽에 있는 신호가 자동으로 출입문을 개방하도록 한다.
예를 들면 전동차 길이가 가장 긴 9량 열차가 운행할 때 첫 번째 제동 신호가 역 진입을 152m (승강장 길이) 앞두고 떨어진다. 전동차가 신호를 받는 대로 주행 거리계가 남은 거리의 카운트다운에 들어가며 회생 제동에서 고무 제동 순으로 제동 장치를 실행한다. 이에 따라 자동 운전 장치는 역간 거리와 고무 차륜의 원지름을 토대로 제동 거리를 각 역마다 다시 측정하고 정차 위치를 오차범위 5cm 이내로 계산해낸다.

### 운행 중인 전동차
2019년 기준, 몬트리올 지하철에는 두 종류의 전동차가 운행하고 있다.
- MR-73은 봄바디어 트랜스포테이숀에서 생산한[15] 파란색 좌석의 전동차로 (개량 이전에는 오렌지색이었다) 처음 반입되었을 때에는 오렌지 선과 파란색 선에 사용되었으며 지금은 MR-63이 퇴역하면서 녹색 선과 노란색 선에 운행하고 있다.
- MPM-10은 봄바디어와 알스톰이 합작하였으며 2012년부터 공청회를 통해 신형 전동차 이름을 아쥐르(Azur)로 명명하였다.[101] MR-63 교체용으로 생산된 이 전동차는 수용 인원을 늘리기 위해 객차 간 이동이 가능하도록 지어졌으며 고무 차륜 전동차의 최첨단 기술을 사용하였다.[102]

몬트리올 지하철의 1세대 열차였던 MR-63은 파리 메트로의 MP 59 전동차와 같은 기종이고 비커스가 제조하여 1965년부터 67년 사이에 수주하였다. MR-63은 2018년 6월 21일에 마지막으로 운행을 마치고 퇴역하였다. MR-63은 좌석 색깔이 흰색이었으며 녹색 선과 노란색 선에만 운행하였다. 총 369량의 열차 중 33량은 사고로 파괴되었고 나머지 열차는 1991년과 93년 사이에 전면 개량되었으며 2000년대에 좌석 배치가 바뀌었으며 313대는 MPM-10이 도입되면서 재활용 공장으로 보내졌다.
| 기종            | 수주 연도 | 운행 노선 | 차량 대수 (량) | 비고                                                          |
| --------------- | --------- | --------- | -------------- | ------------------------------------------------------------- |
| MR-73           | 1976-1980 |           | 423            | 열차 내 전광판 1992년에 설치 2005년과 2008년 사이에 전면 개조 |
| MPM-10 (아쥐르) | 2015-2018 |           | 468            | 2016년 2월부터 운행 시작 639량 주문[참고 3]                   |

### 전동차 교체

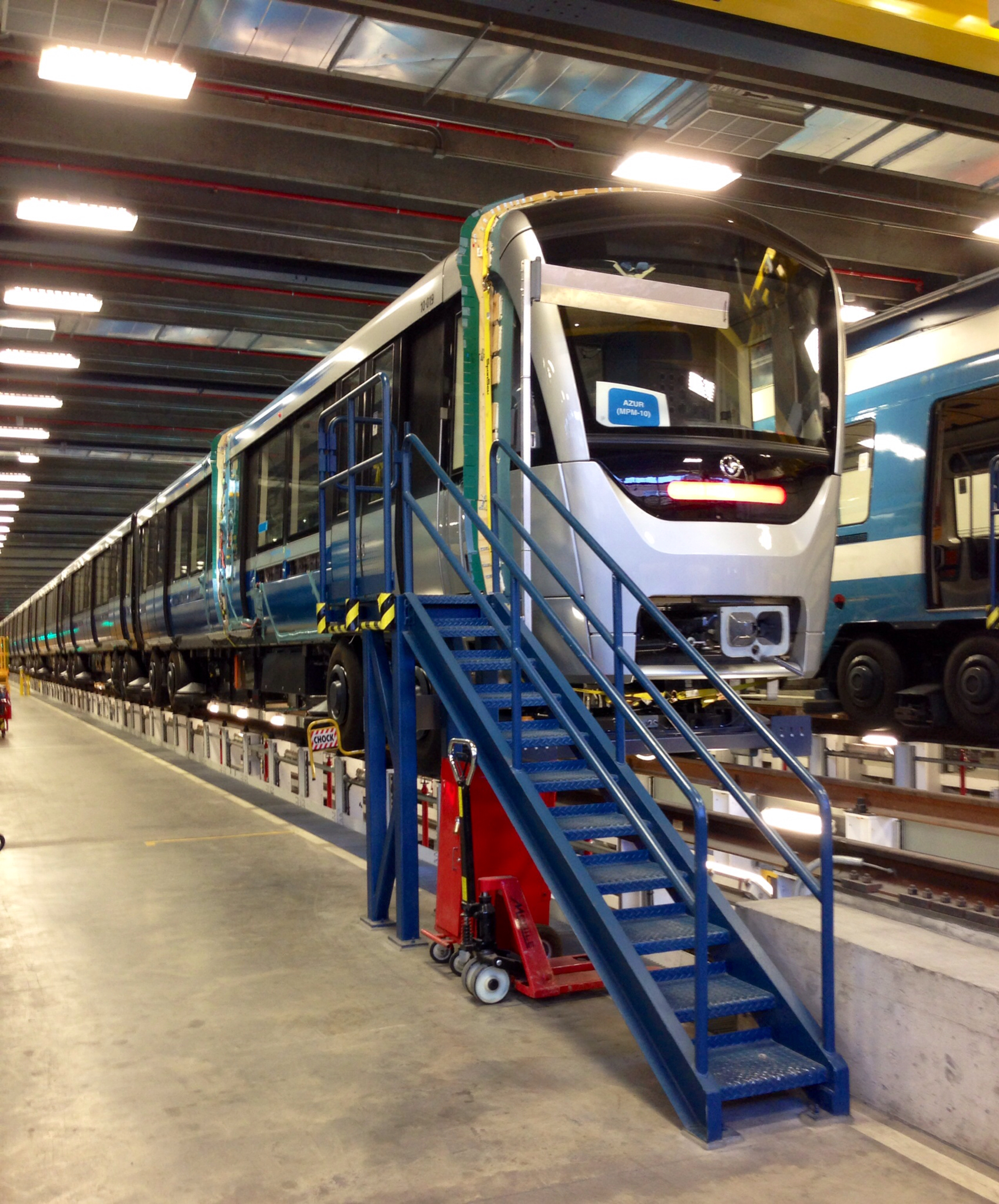
시험 운행에 들어간 신형 전동차 MPM-10

2001년, 몬트리올 지하철의 전동차가 노후한 관계로 몬트리올 교통공사 (STM)는 전동차 교체 작업에 착수하였다. 1세대 전동차인 MR-63을 신형 전동차로 교체할 예정이었으나 예산을 배정받지 못해 교체 작업은 2005년으로 미루어졌다. 2006년 5월 11일, 퀘벡 주정부는 봄바디어 트랜스포테이숀사가 STM의 전동차를 수주할 수 있는 유일한 업체로 선정하여 정치 및 법적 공방으로 이어져 2010년에 예정되었던 수주가 지연되었다.
2008년 7월 31일, 퀘벡 상급법원이 주정부의 불공정한 입찰 과정으로 피해를 입었다고 주장하는 프랑스 기업인 알스톰의 손을 들어주면서 STM은 신형 전동차 342량을 공개 입찰하고 126량을 추가 발주할 가능성을 열어두었다. 2008년 가을, 봄바디어와 알스톰이 설립한 컨소시엄 업체가 최종 선정되었지만 기존 비용인 12억 달러보다 높은 18억 달러를 요구하면서 STM과 8개월간 격렬한 협상을 진행하였다. 차량당 비용을 절감하기 위해 STM은 MR-73을 포함한 모든 전동차를 교체하기로 하여 전동차 수는 765량으로 늘어났고 거기에다가 288량을 더 발주할 가능성을 열어두었다. 전동차 수가 늘어나면서 관련 법에 따라 STM은 전 세계 기업에 공개 입찰하였다.
2010년 1월 재입찰 당시 전 세계 공개 입찰에 참여한 기업은 중국 기업인 주저우 전동차사와 스페인 기업인 CAF (Construcciones y Auxiliar de Ferrocarriles) 두 곳이었다. 2010년 7월 13일, STM은 철제 차륜을 제안한 주저우의 입찰을 거절하였고 CAF의 입찰을 허용하여 그 해 가을에 전동차 1053량 교체를 위한 신규 입찰에 들어갔다.
퀘벡 주정부는 2012년으로 미루어진 전동차 수주를 두고 입찰 과정을 더 이상 지연하지 않기 위해 개입하지 않기로 하였다. 이는 2010년 10월 5일, STM이 입찰 과정에 다시 들어가고 봄바디어-알스톰 컨소시엄이 퀘벡상급법원에 재입찰을 취소해달라고 소송을 제기하였다. 장 샤레 퀘벡 주지사는 전동차 교체가 하루빨리 이루어져야 한다며 신형 전동차를 봄바르디에-알스톰 컨소시엄에 수주하고 경쟁 업체가 소송을 제기할 수 없도록 하는 법안을 통과하였다. 퀘벡 정부는 컨소시엄과의 협상에서 전동차 발주 수를 줄였지만 차량당 100만 달러를 절감한 가격에 협상을 체결하였다. 2016년 기준으로 전동차 468량 교체 비용은 14억 1천만 달러로 치솟았다.
신형 전동차 이름은 2010년에 주문한 몬트리올의 고무 차륜 전동차 (Matériel pneumatique de Montréal acquis en 2010)라는 뜻의 MPM-10으로 정해졌다. 첫 전동차는 2012년에 공개되었고 2014년 4월부터 시범 운행에 들어갔다. 2015년 1월, 제조사의 소트프웨어 문제로 전동차 생산이 6개월간 중단되었다. 이후 6개월간 또 다른 시범 운행을 거친 다음 2016년 2월 7일, 오렌지 선에 신형 전동차가 본격적으로 운행을 시작하였다.

### 차량 운행
지하철 전동차는 필요에 따라 차량 수를 조절할 수 있는데 샤르펜베르크 전동차 자동 연결 방식으로 여러 전동차를 손쉽게 연결하거나 떼어낼 수 있다. 이 방식은 2006년까지 파란색 선에 쓰였는데 평일 러시 아워에는 6량으로, 나머지 시간대에는 3량으로 운행하였다. 차량 수는 노란색 선도 시범적으로 조절하곤 하였다. 전동차의 정차 위치는 길이에 따라 다른데, 시발역에서 출발하기 직전에 자동 운전 장치가 전동차 길이를 감안하여 제동 장치의 작동 시점을 조절한다.
2019년 기준, 승객이 비교적 많은 녹색과 오렌지 선은 9량으로 운행하고 승객 수가 덜한 파란색과 노란색 선은 매일 상시 6량으로 운행한다.

#### 열차 간격
열차 간격 조정은 자동 열차 운전 장치에 제한 속도를 전송하면서 이루어진다. 전동차가 차량 기지나 종점에서 빠져나와 본격적으로 운행을 시작하면 각 역에 언제 정차할 것인지 정해진다. 한 역에서 열차가 지연되거나 조착한 경우, 자동 운전 장치가 그에 맞춰서 속도를 올리거나 줄인다. 이와 동시에 제동 직전에 전동차 엔진이 프리휠로 운행할 수 있는 시간 또한 1, 3, 5초 간격으로 조정한다.
같은 역에 도착하는 열차의 간격을 일정하게 맞추기 위해 중앙 컴퓨터가 정시성에 영향을 주는 열차에 맞춰 배차 간격 설정을 조절하기도 한다. 전동차의 위치는 각 역 두 선로 사이의 전기 저항을 측정하는 궤도 회로로 알 수 있으며 이 정보는 지하철 관제소에 실시간으로 전달된다. 안전 거리 유지를 목적으로 전동차는 다음 역으로 가는 선로에 차량이 있으면 움직일 수 없으며, 이에 따라 일부 전동차는 승강장에서 더 오랜 시간 기다리기도 한다. 또한 바로 앞에 있는 열차를 뒤따라가는 열차의 제한 속도는 시속 0-40km이다.
승강장 맨 끝에 있는 신호는 기관사에게 다음 역까지의 선로 상황을 알려준다. 완전한 녹색 불은 다음 역으로 가는 길에 열차가 있으므로 출발할 수 없다는 뜻이고 비어있는 초록색 불은 출발할 수 있다는 뜻이다. 정전이나 선로 블록 고장과 같은 비상 상황에는 삼각형으로 이루어진 세 개의 녹색 불이 깜빡여 이상 상황을 알리고 역에 전동차를 대기시킨다.

#### 차륜 점검
전동차가 종점에 도착하면 종착역 뒤에 있는 검수 구역으로 이동한다. 여기서는 주행 및 유도 차륜의 공기압을 점검하고 마찰 발생 장치가 제대로 작동하는 지 확인한다. 타이어에 공기압이 부족하면 더 빨리 저하되는 관계로 공기압 점검은 필수다. 또한 지하철역에는 센서로 공기압이 부족하거나 펑크난 차륜을 감지하며 공기압이 부족한 경우 비상 차륜이 선로를 따라 대신 운행한다. 각종 결함 정보는 관제소에 전송된다.
지하철 운행 정보는 몬트리올 지하철의 중앙 관제소에서 모으고 관리하는데 관제소는 전동차 운행 뿐만 아니라 환기, 비상 상황, 무선 통신, 안내방송, 신호 관리 등을 총괄한다. 알스톰의 새로운 관제 시스템인 이코니스 (Iconis)를 갖춘 새로운 관제소가 2012년 2월에 보안상 비밀 장소에 문을 열었다. 1980년대부터 쓰였던 기존 관제소 건물은 프로비던스 전력 공급소가 위치해 있는 베리가 2033번지에 위치해 있으며 셰르브루크역 근처에 있다.

### 전동차 보수

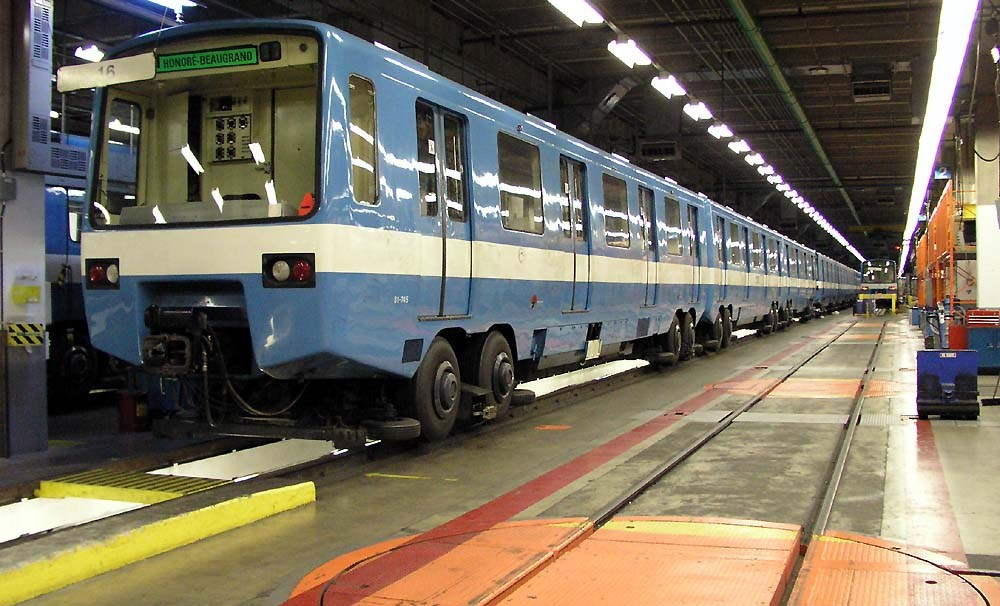
MR-63 전동차가 보기 대차를 교체하기 위해 보그랑 차량기지에 정박해 있다.

1세대 전동차인 MR-63이 상업 운행에 들어간 지 50년이 지난 2016년, 전동차 주행 거리가 400만 킬로미터에 달했지만 꼼꼼한 보수 작업 덕분에 반세기 동안 같은 전동차로 계속 운행할 수 있었다. MR-63을 제조한 비커스는 지금 존재하지 않는 관계로 교체 부품은 STM 정비 직원들이나 퀘벡의 하청 업체들이 직접 만들어서 쓴다. 예를 들면 전동차 앞유리는 퀘벡주 보스 지역의 업체에서 만들어졌다. MR-73의 경우는 2003년에 200만 킬로미터가 넘는 주행 거리를 달렸고 같은 보수 작업으로 2036년까지 운행할 수 있도록 하였다.

#### 차량기지

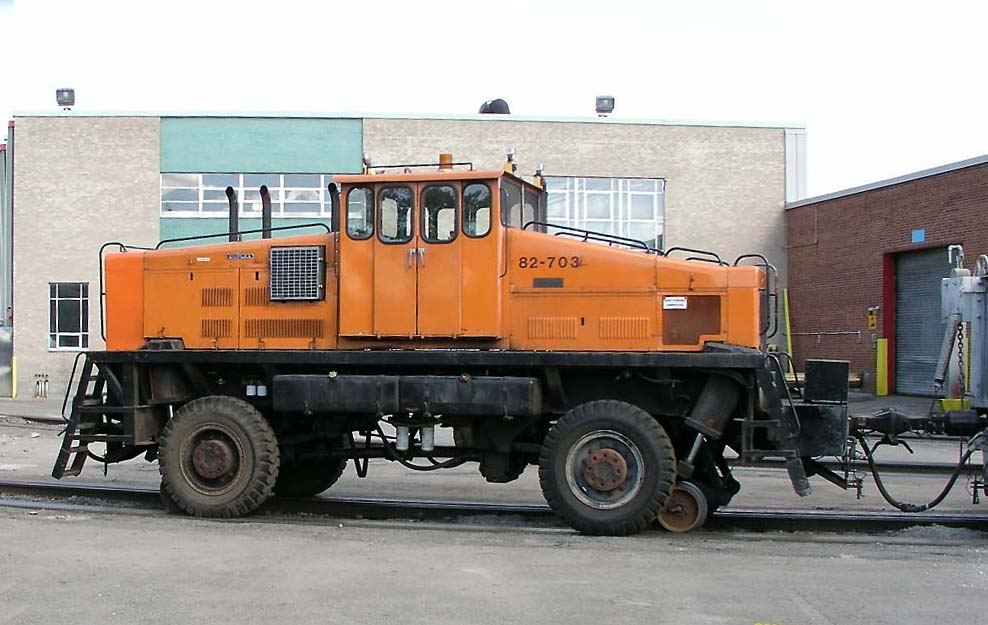
중장비 차량은 사진 속 "듀플렉스"와 같이 커다란 견인차로 견인한다. 견인은 고무 차륜으로 이루어지는 방면 유도 장치는 플랜지 휠로 이루어진다. 이 차량은 도로에서도 운행할 수 있다.

몬트리올 지하철 전동차는 운행하지 않는 시간대에 보그랑드, 앙그리뇽, 생샤를, 몽모랑시 등 네 개 차량기지에 정박해 있다. 다섯 번째 차량기지인 코트베르튀 차량기지는 현재 공사 중에 있다. 앙그리뇽 차량기지를 제외한 나머지는 지하에 있다. 차량기지를 모두 합쳐서 전체 차량의 46%인 39대를 정박할 수 있다. 나머지 54%는 종착역 후방의 주박 선로에 정박해 있거나 보수 작업을 위해 정비 시설에 있다.
- 보그랑 차량기지(Garage Beaugrand)는 1호선 종착역인 오노레 보그랑역 동쪽인 셰니에 보그랑 공원 지하에 위치해 있으며, 네 개의 긴 선로로 이루어져 있다. 각 선로에는 9량 열차 두 대를 정박할 수 있으며,[130] 정비 시설에는 간단한 점검을 할 수 있으며 MR-63이 운행하던 당시 보수 작업을 여기서 수행하곤 했다.[131]
- 앙그리뇽 차량기지(Garage Angrignon)는 1호선 종착역인 앙그리뇽역 서쪽의 앙그리뇽 공원 지하에 위치해있으며, 공원 지하로 500m가량 이어지는 주박선 두 개 뒤에 있다.[132] 앙그리뇽 기지는 6선으로 이루어져 있으며 공원을 따라 지상에 위치해 있다.
- 생샤를 차량기지(Garage Saint-Charles)는 2호선 앙리 부라사역 북쪽의 구앵 공원 지하에 위치해 있으며, 8개의 긴 선로로 이루어져 있는 이 기지는 오렌지 선 열차 20대가 정박하는 곳이다.[133] 이 차량기지에는 또한 잔 소베 공원 지하에 1974년에 지하철 사고로 불에 탄 전동차를 기관사 훈련 시설로 개조해 운행하고 있고 청소차로 쓰였던 차량 2량을 지하철 내 비상 상황을 대비한 소방 훈련 시설로 개조해 쓰고 있다.[66]
- 몽모랑시 차량기지(Garage Montmorency)는 2호선 몽모랑시역 남쪽의 환승 주차장 지하에 위치해 있다. 각 선로에 9량 열차가 한 대씩 정박할 수 있는 짧은 선로 세 개로 이루어져 있으며 2호선 라발 구간 운행에 필요한 열차가 여기에 정차한다.[134] 차량기지 내에 설치된 정비 시설에는 간단한 점검과 전동차 보수 작업이 이루어진다. 정박 선로는 역 이후로 자크 테트로가 서쪽 끝까지 300m가량 이어진다.
- 코트베르튀 차량기지(Garage Côte-Vertu)는 마르셀 로랭과 티먼스에 지어지고 있는 신규 차량기지로, 화이자가 소유하던 공터 두 곳 밑에 위치해 있다.[135] 이 차량기지는 2호선의 MPM-10 전동차 추가분을 정박하고 보수하는 데 쓰일 예정이다.[136] 코트베르튀역 뒤로 이어지는 600m의 터널로 연결되며 정비 시설과 두 개의 긴 선로로 총 12대의 열차를 수용할 수 있게 된다.[133] 다른 두 선로는 지하철 노선이 연장될 경우를 대비해 추가할 수 있다.[137]

#### 정비 시설
전동차 정비는 네 개의 정비 시설에서 이루어지는데 두 개는 몽모랑시와 보그랑 차량기지에 위치해 있고 나머지 두 개는 유빌 정비소에 위치해 있다. 다섯 번째 정비 시설은 코트베르튀 차량기지에 지어지고 있다.
- 유빌 정비소(Plateau d'Youville): 크레마지와 생로랑 사이에 위치해 있는 유빌 정비소는 버스 차량은 물론 지하철 모든 차량의 중검수, MR-73 전동차를 정비·점검하고 선로 부품을 생산한다.[138] 정비소는 2호선 크레마지역과 5호선 파크와 드카스텔노역 사이에 자리 공원을 따라 3km의 연결 선로로 이어져 있다.[139]

#### 주박 선로

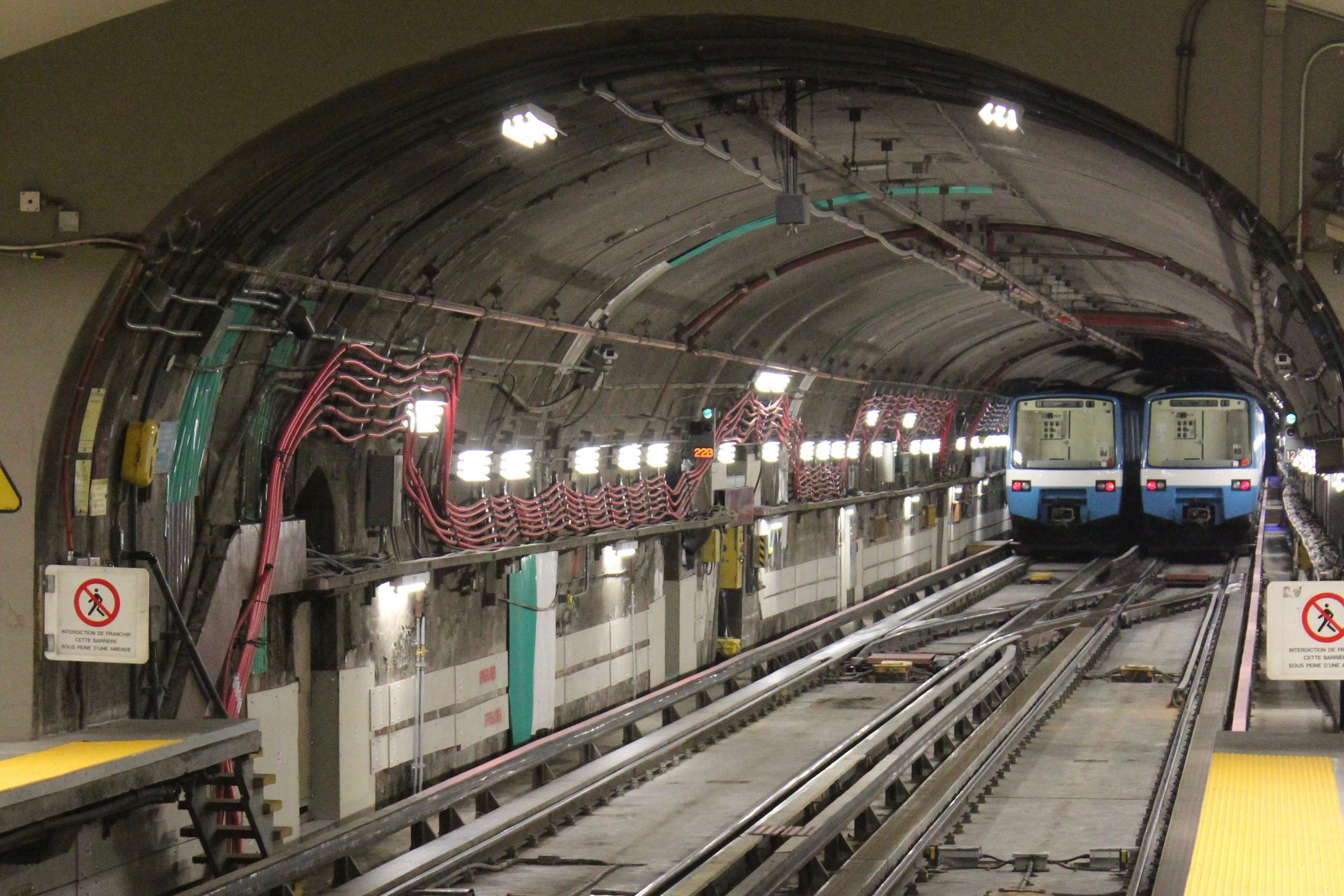
MR-63 두 대가 노란색 선 베리-UQAM역 뒤에 있는 주박 선로에 정차해 있다.

지하철 종점과 노선간 연결 선로에 전동차와 선로 보수 차량이 정박해 있다.
- 뒤베르네 부속 정비 시설(Centre d'attachement Duvernay)은 전동차와 선로 보수 차량을 위한 부속 차량 기지, 리오넬 그루역 남쪽의 1호선과 2호선 연결 선로에 위치해 있다. 시설 출입구는 생트큐네공드가에 뒤베르네와 비네가 사이에 있다.[139]
- 비오 부속 정비 시설(Centre d'attachement Viau)에는 전동차와 선로 보수 차량이 정박해 있으며 비오역 서쪽에 위치해 있다. 시설 건물은 비오역과 같은 건물이며 정비 시설은 비오역 서쪽을 지나면서 볼 수 있다.[139]
- 베리-UQAM 연결 선로(Raccordement Berri-UQAM)는 베리-UQAM역에서 1호선과 4호선을 연결하는 선로이다.
- 스노든 연결 및 주박 선로(Raccordement & arrière-gare Snowdon)는 스노든역 남쪽과 서쪽에 위치한 2호선과 5호선을 연결하는 선로로, 보수 차량이 정박한다. 지상 출입구는 따로 존재하지 않는다. 스노든 주박 선로는 퀸 메리를 따라 비상구가 있는 더퍼린가까지 이어지는 길이 813m의 터널이다.[140]
- 코트베르튀 주박 선로(Arrière-gare Côte-Vertu)는 코트베르튀역과 동시에 지어졌으며 역에서 그레네와 드기르가까지 이어지는 900m의 터널이다.[23] 이는 전동차 열 대가 정박할 수 있는 길이이다.[133]

## 미래 계획
지하철 노선 연장안은 2007년에 오렌지 선이 라발로 연장된 이후 여러 차례 거론되었다. 지금은 파란색 선을 생미셸역에서 앙주까지 연장하는 공사가 이루어지고 있지만, 다른 지하철 연장안은 재정 지원을 받지 못하고 있는 상태이다.

### 몬트리올

#### 지하철 연장

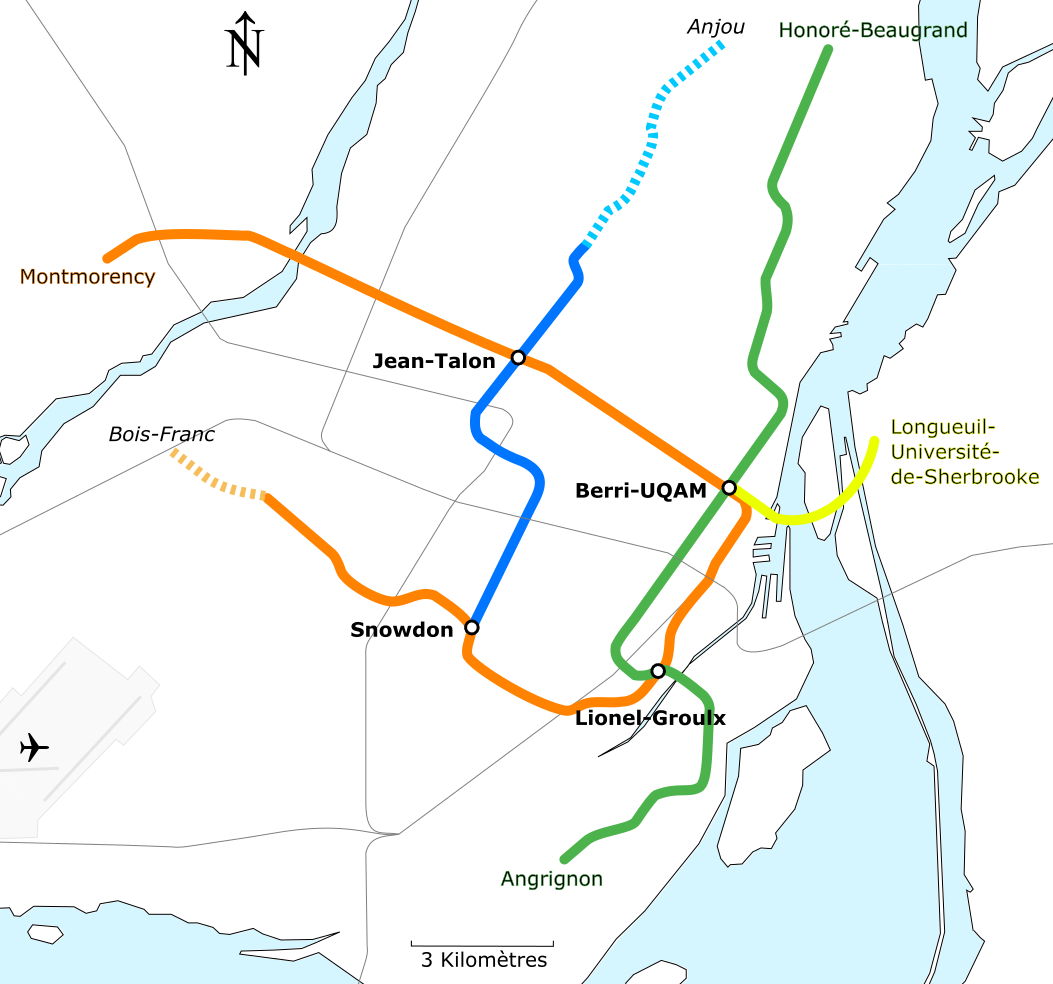
몬트리올 당국이 계획한 지하철 연장안

2008년에 발표한 몬트리올시의 교통계획안에는 파란색 선을 원안대로 생미셸역에서 갈르리 당주까지 동쪽으로 연장하고, 오렌지 선을 코트베르튀역에서 부아프랑역까지 두 정거장 연장하는 계획을 발표하였다. 이 중에서 파란색 선은 연장 공사를 시작하였고, 오렌지 선 연장은 아직까지 별다른 예산이 배정되지 않았다.
2024년 몬트리올시는 2050년을 앞두고 새로운 교통계획안을 통과할 예정으로, 여기에는 기존에 거론되었던 노선 뿐만 아니라 장 탈롱에 트램을 놓는 계획 등 다양한 계획이 거론되고 있다.

#### 신규 노선
2017년, 몬트리올의 시 정당인 프로제 몽레알은 몽레알노르에서 몬트리올 시내를 거쳐 라신까지 이어지는 핑크 선을 계획하였다. 이 노선 계획안에 따르면 몽레알노르에서 시내까지 지하로, 시내에서 라신까지 지상으로 운행하게 된다. 이는 프로제 몽레알 대표 발레리 플랑트가 몽레알노르에서 시내로 이어지는 구간에 인기가 높았으며 2016년 12월에 몬트리올 시장으로 당선되었다. 2019년 6월 26일, 퀘벡 주정부는 몬트리올에 시내와 라신 간 핑크 선 공사 비용을 지원하였고 이 구간은 경전철로 지어질 수 있다. 지방선거를 한 달 앞둔 2021년 10월 6일, 플랑트 시장은 동부 광역급행철도 계획이 발표되자 핑크 선 계획을 철회하였지만, 이후 일부 지역 주민들의 반발로 동부 광역급행철도 계획도 철회되었다.

#### 스크린도어
2018년, STM은 파란색 선 연장을 대비해 오렌지 선 승객들의 안전한 승차를 위해 크레마지와 보나방튀르역 사이에 스크린도어를 설치하는 방안을 검토하였다. 2019년 10월 15일, 교통공사는 오렌지 선의 모든 역에 높이 2.5m 규모의 스크린도어를 설치하기로 하였다. 이를 위해 2020년 중순까지 사업자를 선정하고 2021년 가을과 2022년 말 사이에 지하철역 한 곳에 시제품을 설치하고 2023년과 26년 사이에 나머지 30개 역에 스크린도어가 설치된다. 2022년, 몬트리올시는 스크린도어 설치에 대한 예산이 부족한 관계로 설치를 2031년으로 연기하였다.

### 경전철

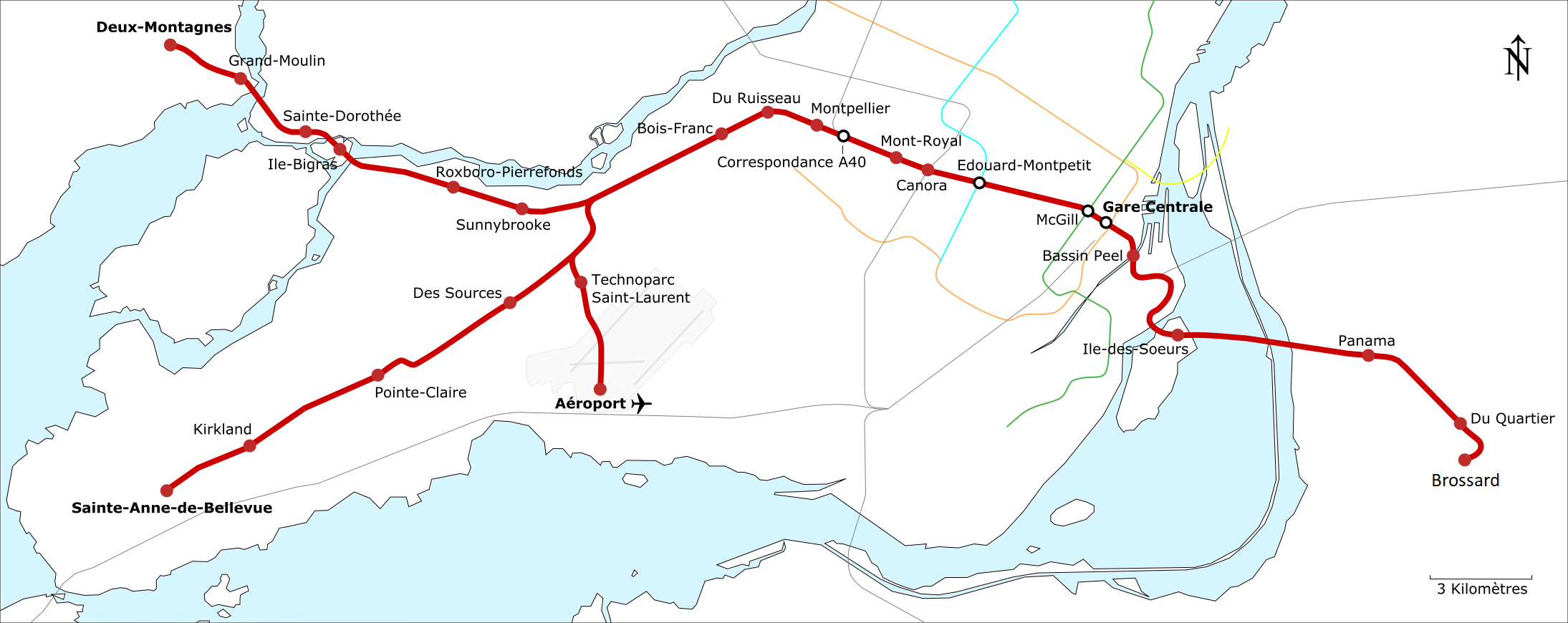
몬트리올 섬 등지에 지어질 광역급행철도 (REM) 노선도

2000년대 초반부터 몬트리올 서부 지역 주민들은 이 지역에, 특히 몬트리올 피에르 엘리오트 트뤼도 국제공항에 지하철을 놓아달라는 요구를 줄곧 해왔다. 주 당국은 통근 열차를 전철화한 서부권 전철(Train de l'Ouest)을 선호하였고 무인 자동화 경전철인 몬트리올 광역급행철도(Réseau express métropolitain, REM)가 본격적으로 궤도에 올랐다. REM은 엑소의 전신이였던 AMT가 2007년에 에두아르 몽프티와 맥길역을 몽루아얄 지하로 지나는 터널을 통해 잇는 방안을 포함한 계획이기도 하다.
REM은 퀘벡 연금보험 및 투자신탁공사(Caisse de dépôt et placement du Québec, CDPQ)가 주관하는 2027년까지 세인트로렌스강 남쪽에 있는 브로사르와 섬 서쪽의 생트안드벨뷔, 프레리강 북쪽에 있는 두몽타뉴는 물론 트뤼도 국제공항과 몬트리올 상트랄역을 잇는 경전철이다. 경전철은 총 26개 역, 길이 67km의 노선으로 몬트리올 지하철에 맞먹는 길이이다. REM은 기존 대중교통과 이어질 예정이며, 매일 하루에 20시간씩 운행하고 전구간 개통 시 하루 평균 최소 15만 명이 이용할 것으로 예상된다. 공사 비용은 63억 2천만 달러로 예상되며 CDPQ가 30억 달러를, 나머지는 캐나다와 퀘벡주가 공사비를 지원한다.
REM은 2023년 7월에 1단계 구간인 몬트리올 상트랄역과 브로사르 사이 구간이 개통하였고, 2단계 구간인 상트랄역에서 두몽타뉴 및 생트안드벨뷔의 앙스아로름역까지 2025년 10월에 개통을 앞두고 있고, 3단계 구간인 공항 지선과 그리핀타운역은 2027년에 개통을 앞두고 있다.

### 라발
질 바양쿠르 라발 시장은 2007년 여름에 오렌지 선 연장 구간이 성공을 거두면서 오렌지 선을 순환선으로 묶어서 라발에 세 개 역과 몬트리올에 세 개 역을 추가하는 방안을 추진하였다. 2012년, 몬트리올 교통공사는 프로젝트 사무실에 라발에 5개 역 (수브니르(Souvenir), 생마르탱(Saint-Martin), 르카르푸(Le Carrefour), 노트르담(Notre-Dame), 쇼메데(Chomedey)), 몬트리올에 3개 역 (푸아리에(Poirier), 부아프랑(Bois-Franc), 구앵(Gouin)) 을 추가하는 계획안을 제출하였다. 현재 지하철 연장에 대한 별다른 예산 배정은 이루어지지 않은 상태이다.

### 롱괴유
AMT는 2012년에 제출한 《비지옹 2020》 (Vision 2020) 계획안에 노란색 선을 롱괴유 시내로 연장해 6개 지하철역을 신설하는 방안을 검토하였다. 2019년 11월 24일, ARTM과 퀘벡주 교통부는 노란색 선 연장안과 타쉐로를 따라 경전철 노선을 짓는 방안을 검토하는 두 프로젝트 사무실을 하나로 합쳤다. 주정부는 두 프로젝트의 타당성 조사를 위해 6천만 달러를 투입하였다. 2020년 10월, 퀘벡주는 REM을 건설한 CDPQ 인프라에 대중교통 연장 방안에 대한 타당성을 연구할 것을 요청하였고, 2022년 2월에 CDPQ 측에서 예비타당성조사를 실시하였다. 이후 지하철이나 경전철 연장에 대한 별다른 소식은 없었고 2024년 1월에 CDPQ에서 이 사업에 손을 떼겠다고 밝히면서 이 사업은 잠정 중단되었다. 롱괴유 시장은 이에 대해 앞으로 퀘벡주에서 설립할 광역교통기관에서 이 사업을 계속 추진하기를 바랐다.

## 문화 속의 지하철
몬트리올 지하철은 몬트리올의 문화에 중요한 역할을 차지하며 예술 작품의 대상이나 장소로 손꼽히곤 한다.

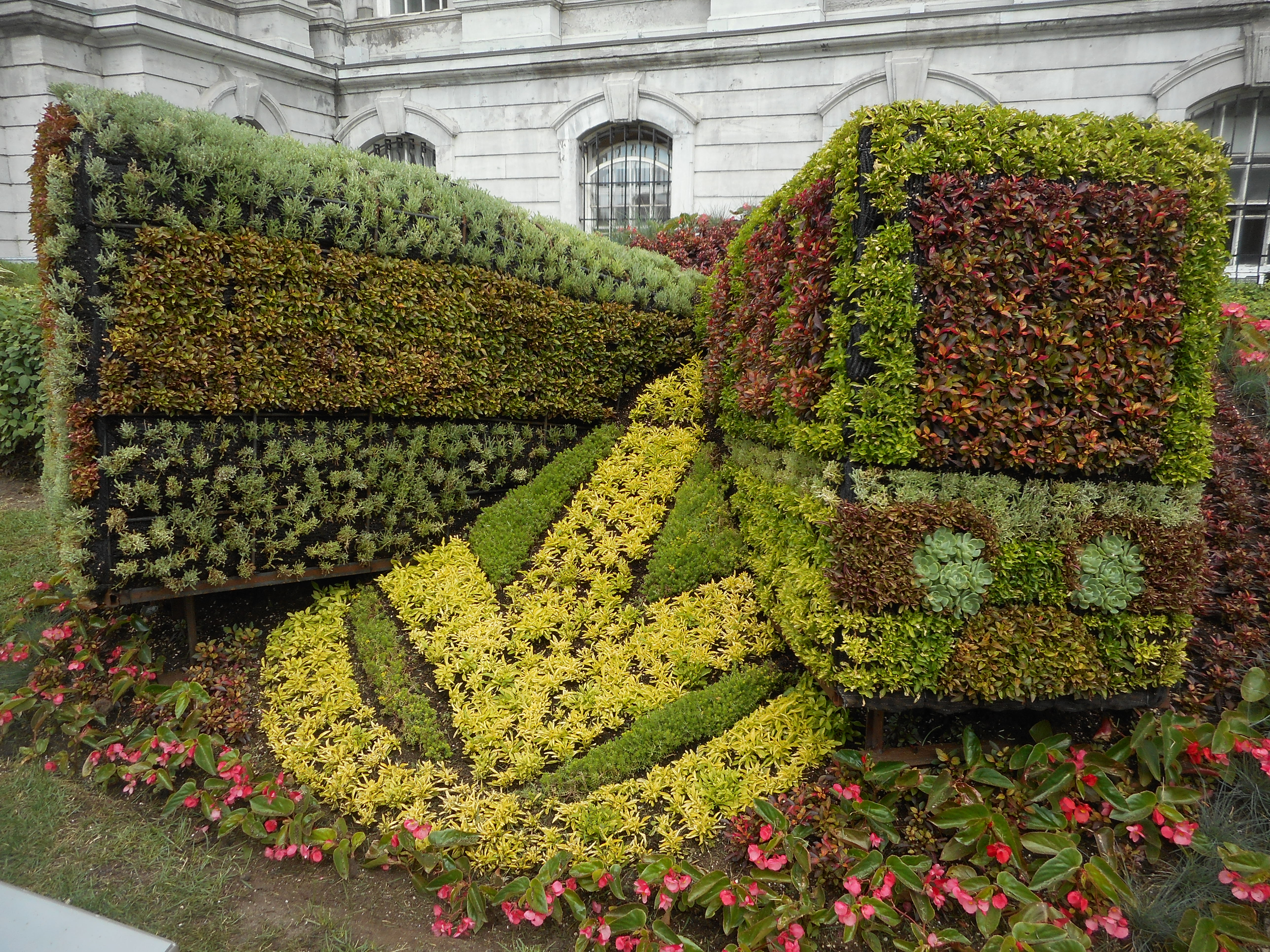
몬트리올 시청 앞에 있는 꽃밭

### 지하철 안내방송
몬트리올 지하철의 안내방송 성우는 퀘벡 여배우인 미셸 데로리에가 맡고 있다. 2003년부터 텔레시테 (Télécité) 시스템이 데로리에의 목소리로 다음 역 안내 방송과 지하철 운행 정보를 알려준다. 그 이전에는 성우인 쥐디스 위메가 안내방송을 맡았다.

### 지하철 악사

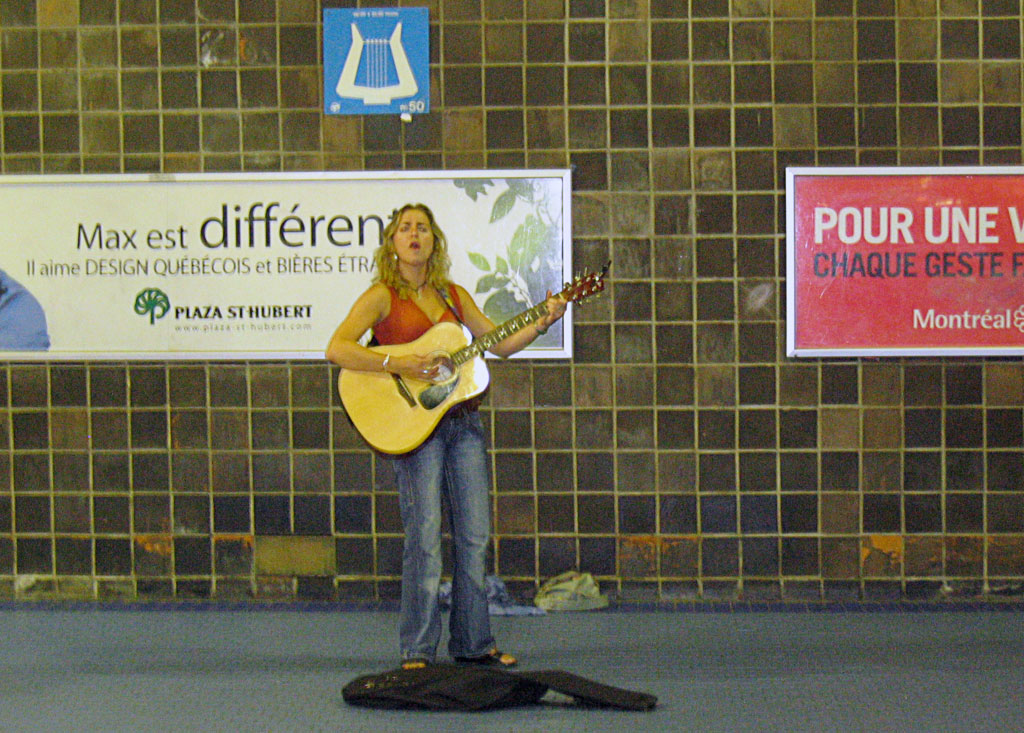
길거리 악사 리사 튀르종이 2006년에 기존 안내판 앞에서 공연하고 있는 모습.

몬트리올 지하철에는 다양한 악기를 다루는 음악가들이 43개 지하철역 59곳에서 무료로 공연을 할 수 있다. 이 공연 장소는 벽에 붙여있는 하프 모양의 스티커나 안내판으로 표시되어 있으며, 2012년에 안내판 색상이 바뀌었다. 《지하철 스타》 (Les Étoles du métro) 참가자들에게만 제공되는 일곱 곳을 제외하고 지하철에서 연주하는 음악가들은 자신들이 결정한 시간대와 장소에 연주한다. 지하철 악사 포스터 뒤에 보면 누가 어느 시간대에 연주를 하는지 알 수 있다. 이곳에서는 기타, 베이스, 플루트, 아카펠라, 화가, 저글링 등 다양한 종류의 공연이 펼쳐진다.

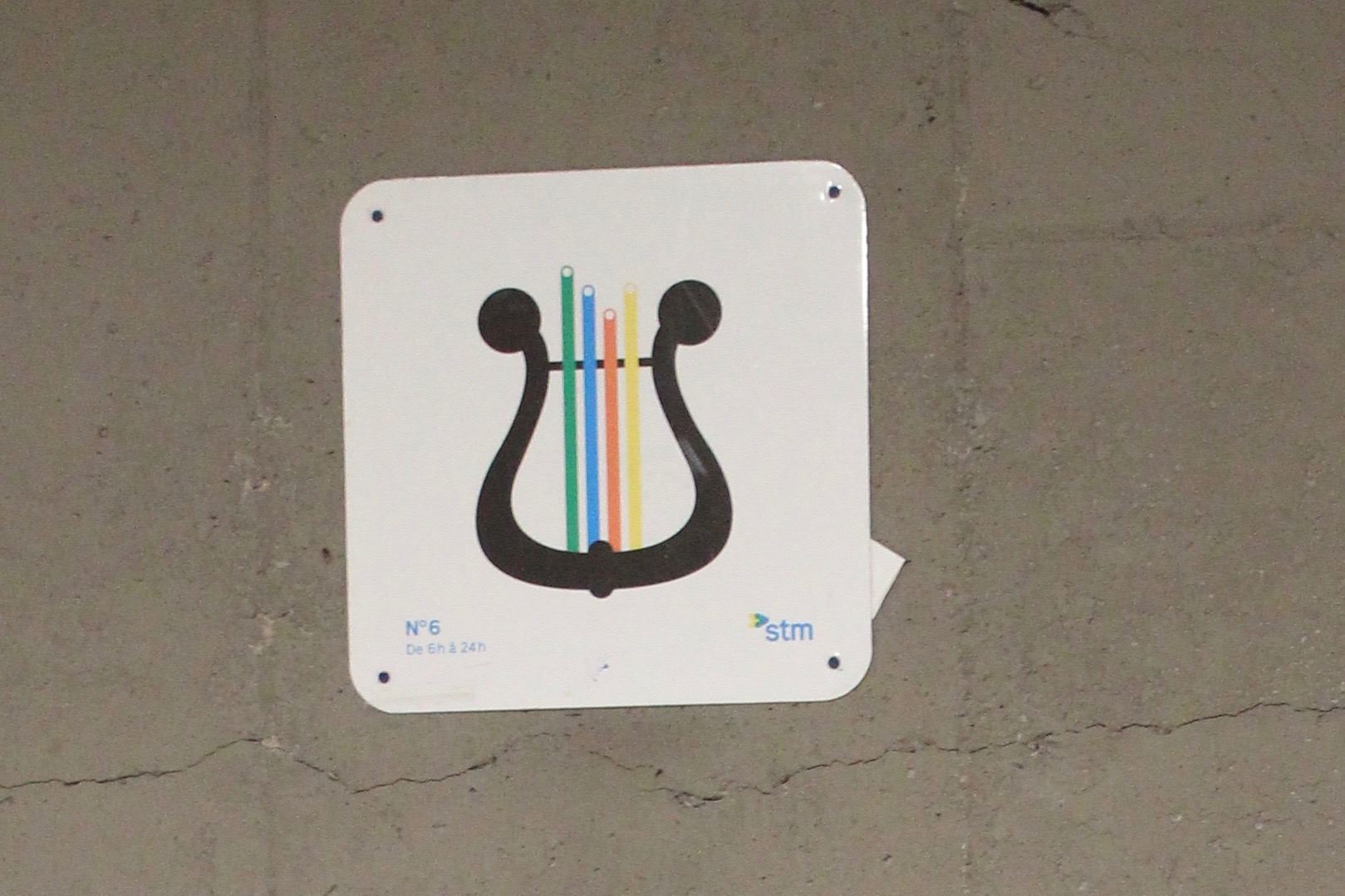
새로운 표지판. 뒤에 있는 종이에는 누가 언제 공연을 하는 지 일정이 적혀 있다.

2003년 다큐멘터리인 《슬픈 열차를 위한 음악》 (Music for a Blue Train) 은 몬트리올의 지하철 악사, 그 중 하모니카 연주자인 배드 뉴스 브라운에 대한 다큐멘터리이다. 2000년 영화인 《냉장고 왼쪽 절반》 (La Moitié gauche du frigo)은 보비앙역에서 플라스틱 상자를 스틱으로 두드리며 노래를 부르는 길거리 음악가인 마르탱의 모습을 담은 영화다.
가루, 마누엘 가스, 에릭 몽그랭 등을 포함한 퀘벡 음악가들이 본격 데뷔하기 전에 지하철 공연을 거쳐갔고 일부 대중매체는 최고의 길거리 음악가를 뽑기 위한 경연 대회를 개최하기도 한다.
1980년대 초반, 몬트리올의 지하철 악사들은 지하철 독립 음악가 연합 (Association des musiciens indépendents du métro, AMIM) 을 설립하였는데, 2009년 10월 19일부터, 몬트리올 지하철 음악가 그룹 (Regroupement des musiciens du métro de Montréal) 또는 뮤지메트로몽레알 (MusiMétroMontréal) 이 전신인 AMIM을 대체하였다. STM의 지원을 받는 이 비영리 단체는 몬트리올 지하철 악사들을 대표하고 STM과 지하철 악사간의 교섭 창구로서 지하철 악사들을 널리 알리기 위해 다양한 행사를 개최하고 있다.

### 영화
몬트리올 지하철은 아래 영화에 나타나기도 하였다.
- 《존 윅: 리로드》 (2017): 뉴욕 지하철 장면이 플라스데자르역에서 촬영되었다.[172][173]
- 《엑스맨: 데이즈 오브 퓨처 패스트》 (2014): 파리 메트로의 빅토르 위고역은 스콰르빅토리아-OACI역에서 촬영되었다.[174]
- 《퍼블릭 에너미 넘버원》 (2008): 셰르브루크와 보나방튀르역[175]
- 《캐치 미 이프 유 캔》 (2002): 리오넬 그루역[176]
- 《마엘스트롬》 (2000): 아카디역[40]
- 《냉장고 왼쪽 절반》 (2000): 보비앙역
- 《이제 네 차례야, 로라 카디외》 (1998): 보드리, 맥길, 플라스데자르, 장 드라포역[40]
- 《자칼》 (1997): 워싱턴 지하철 장면은 리오넬 그루역과 몬트리올 지하철 터널에서 촬영하였다.[40]
- 《주아이외 칼베르》 (1996): 라살역[40]
- 《몬트리올 예수》 (1989): 플라스생앙리역[40]

### 폐전동차 재활용

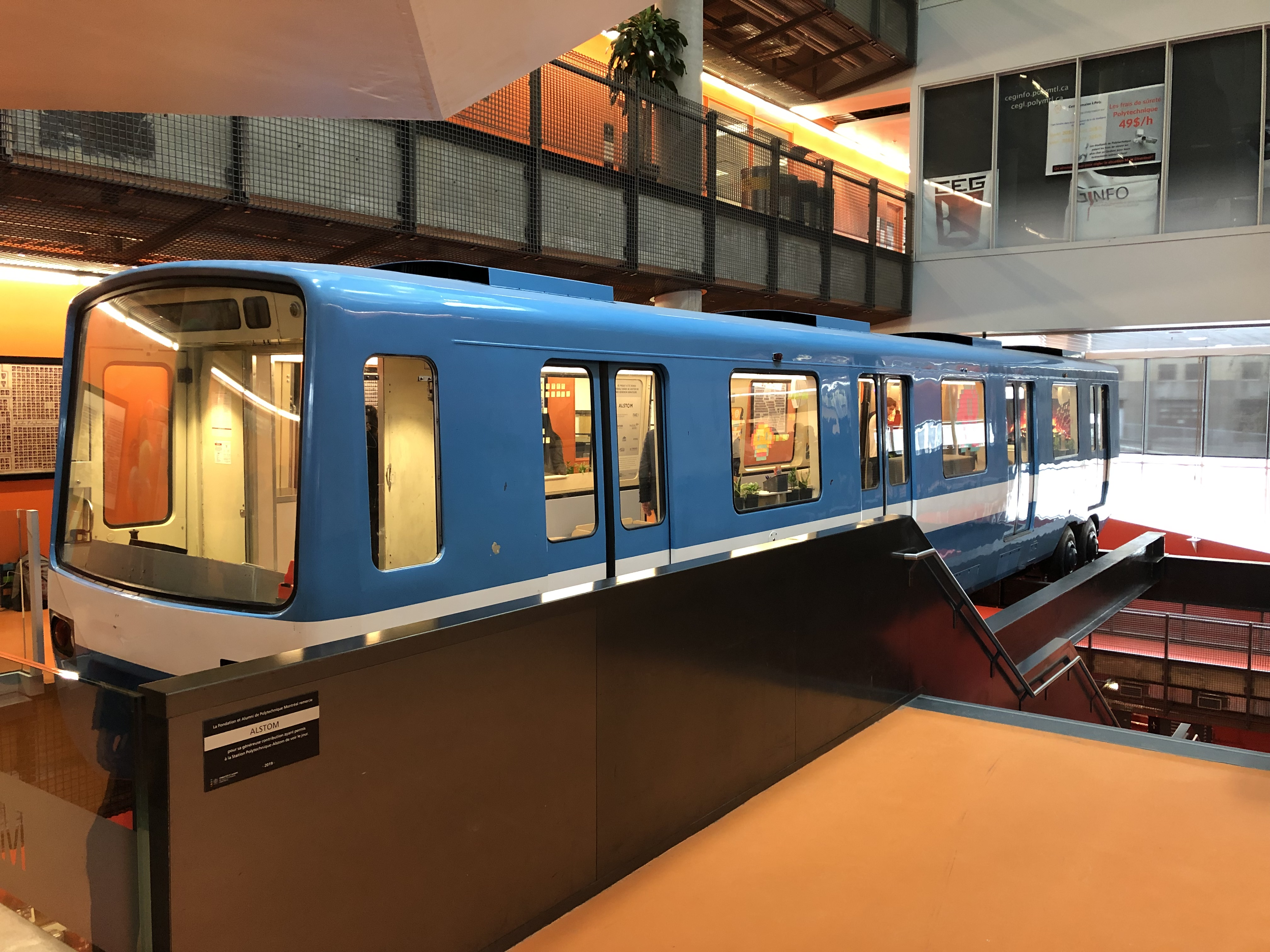
몬트리올 에콜 폴리테크니크에 폐전동차를 개조해 만든 휴식 공간인 폴리테크니크 알스톰역.

2018년에 MR-63 전동차가 퇴역하면서 폐전동차 일부를 새로운 용도로 재활용하였다. 가스페반도의 메티 정원에는 폐전동차가 실내 정원으로 탈바꿈하였다. 2019년에는 폐전동차 두 대가 몬트리올 쉬드웨스트 지역에 각각 카페와 술집으로 변신하였다. 같은 해에 몬트리올 에콜 폴리테크니크에서도 폐전동차가 휴식 공간인 폴리테크니크 알스톰역으로 변모하였다.

### 터널 광고
몬트리올 지하철 개통 초기에는 일부 도심 터널에 광고주의 제품을 묘사한 만화가 창문 높이의 터널 벽에 설치되었다. 1967년부터 1969년까지 녹색 선 앳워터 방면 선로 북쪽에 프레임을 그려놓고 전동차가 지나가면서 그려놓은 프레임을 순차적으로 스톱 모션으로 전동차 내부에서 볼 수 있도록 하였다. 이후 이 광고 기법은 런던의 사우스게이트역과 보스턴의 레드 라인 등 전세계 지하철에서 쓰고 있다.

## 사건·사고

### 지하철 사고
- 1971년 12월 8일, 앙리 부라사역 주박 선로에서 전동차 한 대가 다른 전동차를 들이받아 화재가 발생하고 주박 선로와 전동차 24량이 전소하였다.[66] 운전사는 질식으로 숨졌다.[100]
- 1974년 1월 9일, 9량 전동차가 로즈몽과 로리에역 사이에 고무차륜 펑크로 멈춰서고 화재로 전소되었다. 승객들은 전원 대피하고 심각한 부상은 없었다.[40] 이 사고 이후로 오렌지 선은 며칠간 운행을 중단하였다.[182]

### 범죄
몬트리올 지하철은 전세계에서 비교적 안전한 편에 속하지만 여전히 범죄의 그늘에서 벗어나지 못한다. 2013년 기준 승차 100만 회당 32건의 범죄가 일어났으며, 2008년과 2013년 사이에 범죄가 가장 많이 일어난 역은 베리-UQAM역이었다. 범죄가 가장 많이 일어난 노선은 녹색 선이었다.

### 자살
몬트리올 지하철의 사망 사고는 대부분 자살 시도에서 비롯하는데, 이는 지하철 운행에 지장을 줄 뿐만 아니라 승객과 기관사들에게 트라우마를 안긴다. 자살을 예방하기 위해 STM의 모든 직원들은 자살 징조를 감시하기 위한 사전 교육을 받는다.
1986년부터 1995년까지 지하철에서 115명이 숨졌으며, 지하철에서 한 해 평균 20명 미만의 자살 시도가 이루어진다. 이 중 4분의 3은 살아남지만 중상을 입는다.

## 보충 설명
참고 1파란색 선을 앙주까지 연장하는 데 들은 비용은 2018년 기준으로 39억 달러였는데 이는 채권 발행 비용 6억 1700만 달러와 예비비 4억 달러를 포함한 비용이다. 
참고 2장 드라포 시장은 오른팔 루시앙 솔니에의 초대를 받아 1960년 11월에 파리 지하철에 시승하였다. 그는 프랑스의 기술에 관심을 보였고 몬트리올 지하철 개통식이 열렸던 1966년 10월 14일에 다음과 같은 연설문을 남겼다. "지하철이 지어짐으로써 몬트리올은 전세계 주요 도시와 같은 반열에 오를 수 있게 되었습니다. (중략) 몬트리올이 북아메리카의 도시인 건 의심의 여지가 없겠지만 프랑스의 기술을 따온 지하철을 지음과 동시에 프랑스 도시의 입지를 다시 한 번 굳혔습니다." 
참고 32010년에 MPM-10 전동차를 468량 주문하였고 18량은 봄바디어-알스톰의 수주 지연에 대한 위약금으로 추가 반입되었고 2018년에 153량을 추가 주문하였다. 

## 참고 문헌
- Clairoux, Benoît (2001). 《Le Métro de Montréal 35 ans déjà》 [몬트리올 지하철 35주년] (프랑스어). 몬트리올: Éditions Hurtubise HMH.
- 《Le métro de Montréal》 [몬트리올 지하철] (프랑스어). 광역교통국 (Bureau de transport métropolitain). 1983.
- Gilbert, Dale (2014). “Penser la mobilité, penser Montréal. La planification du tracé du réseau initial de métro, 1960-1966” [유동성과 몬트리올을 고려하다: 몬트리올 지하철 첫 구간 계획 배경, 1960-1966] (PDF). 《Revue d'histoire de l'Amérique française》 (프랑스어) 68: 57-83. ISSN 1492-1383.
- Noppen, Luc (2001). 《Du chemin du Roy à la rue Notre-Dame》 [루아가에서 노트르담가까지] (프랑스어). 퀘벡 교통부. ISBN 2551213851.

## 같이 보기
- 몬트리올의 시내버스 노선 목록
- 고무타이어 지하철
- 토론토 지하철
- 엑소 (대중교통)
- 몬트리올 교통공사
- 몬트리올의 통근 열차